# Carlo Gesualdo
Vous lisez un « article de qualité » labellisé en 2013.
Pour les articles homonymes, voir Gesualdo.
Œuvres principales
- Six livres de madrigaux à cinq voix :
  - Premier livre de madrigaux (1594)
  - Deuxième livre de madrigaux (1594)
  - Troisième livre de madrigaux (1595)
  - Quatrième livre de madrigaux (1596)
  - Cinquième livre de madrigaux (1611)
  - Sixième livre de madrigaux (1611)
- Deux livres de chants sacrés :
  - Liber Primus à cinq voix (1603)
  - Liber Secundus à six et sept voix (1603)
- Tenebrae Responsoria à six voix (1611)

Carlo Gesualdo, connu aussi sous son titre complet de Don Carlo Gesualdo di Venosa, né le 8 mars 1566 à Venosa et mort le 8 septembre 1613 à Gesualdo, est un compositeur et membre de la noblesse italienne de la fin de la Renaissance. Descendant de Guillaume de Gesualdo, apparenté aux rois normands de Sicile, prince de Venosa et comte de Conza, Gesualdo défraye la chronique en 1590, en assassinant sa première épouse et en faisant assassiner l'amant de celle-ci, surpris tous deux en situation d'adultère.
Représentant, aux côtés de Luzzasco Luzzaschi, Luca Marenzio et Claudio Monteverdi, le madrigal italien à son apogée, son statut privilégié lui permet de faire imprimer ses partitions avec une certaine liberté. Son œuvre, relativement peu abondante, et presque entièrement consacrée à la voix traitée en polyphonie, est représentée par six recueils de madrigaux et trois recueils de musique religieuse.
La réputation sulfureuse de Gesualdo, prince compositeur et meurtrier, lui évite de sombrer complètement dans l'oubli. Les historiens et musicologues ont été d'abord passionnés par sa vie privée tumultueuse, devenue une véritable légende noire au fil des siècles, chaque époque reconstruisant, interprétant et jugeant son œuvre et sa personnalité à l'aune de ses propres valeurs esthétiques et morales.
À partir des années 1950, la redécouverte de ses partitions, interprétées en concert ou enregistrées sur disques, marque le début d'un intérêt grandissant pour l'œuvre de Gesualdo. Directement accessible, débarrassée de préventions académiques, sa musique touche désormais un large public par sa puissance expressive et son originalité, dans le domaine harmonique en particulier. Elle inspire également de nombreux compositeurs, qui s'accordent à reconnaître en Gesualdo un maître doué d'une personnalité ambiguë et fascinante.

## Biographie

### Naissance
L'année de naissance de Gesualdo a longtemps fait l'objet de conjectures : 1557 ou 1560, puis 1562 ou 1564 ont été proposés par les historiens, jusqu'à la découverte de deux lettres conservées à la Biblioteca Ambrosiana de Milan. La première, datée du 21 février 1566 et adressée par Geronima Borromeo à son frère Carlo, archevêque de Milan, annonce la naissance prochaine d'« un enfant qui, s'il est un garçon, sera nommé Carlo pour l'amour de votre seigneurie ».
La seconde lettre, datée du 30 mars 1566, également adressée au cardinal Borromeo, confirme que « le 8 mars 1566 est né un enfant mâle de Dame Borromeo, nommé Carlo ». Selon Denis Morrier, « ces deux lettres ne laissent planer aucun doute ». Glenn Watkins, musicologue américain spécialiste de Gesualdo, précise néanmoins que cette question autour de la date de naissance du prince compositeur n'a été officiellement résolue qu'en 2009.

### Enfance et éducation musicale
Carlo Gesualdo grandit au sein d'une famille aristocratique ayant des liens étroits avec l'Église : on trouve parmi ses oncles les cardinaux Alfonso Gesualdo et saint Charles Borromée, ainsi que le pape Pie IV parmi ses grands-oncles. Dernier des quatre enfants du prince Fabrizio Gesualdo et de Geronima Borromeo après son frère Luigi, né en 1563, ses sœurs Isabella, née en 1564, et Vittoria née en 1565, il n'était pas appelé a priori à succéder comme prince de Venosa. Conformément à la tradition, ce fils cadet aurait dû être destiné à une carrière ecclésiastique. Denis Morrier observe qu'« il n'en fut rien. Selon toute vraisemblance, Carlo passa sa jeunesse à étudier ».
La cour napolitaine de son père était constituée, entre autres, de musiciens tels Scipione Dentice, Pomponio Nenna, et Giovanni de Macque, et de théoriciens comme Mutio Effrem,. Carlo Gesualdo est initié dès son plus jeune âge à la musique, notamment au luth et à la composition.

En 1585, son frère Luigi fait une chute de cheval et meurt des suites de cet accident. Âgé de vingt-et-un ans, il n'était pas encore marié, et ne laissait aucun héritier mâle. Cet événement fait de Carlo, âgé de dix-huit ans, l'unique héritier des titres et domaines de son père, qui le presse de se marier. Le choix se porte sur Maria d'Avalos, fille du duc de Pescara et cousine germaine du compositeur, choix motivé par le fait que Maria, « ayant eu deux maris auparavant, avait donné des signes suffisants de fécondité ».

### Premier mariage
| \| Gesualdo Venosa Naples Rome Ferrare Modène Venise \| Les déplacements de Gesualdo ne sortent pas du cadre de · l'Italie : Venosa, Naples, Rome, Ferrare, Venise et Gesualdo. |
| Gesualdo Venosa Naples Rome Ferrare Modène Venise |

Ces considérations de la part de la famille Gesualdo, la nouveauté des devoirs imposés à Carlo — auxquels son éducation ne l'avait guère préparé — et le fait que Maria soit quatre ans plus âgée que son époux ne sont pas sans conséquence pour les suites de ce mariage, qui a donné naissance à la « légende noire » du compositeur.

#### Naples
Le mariage entre Carlo Gesualdo et Maria d'Avalos fut célébré le 28 avril 1586 dans l'église San Domenico Maggiore de Naples. La célébration de ses noces dura plusieurs jours dans le palais de San Severo, où il résidait. De cette époque datent également les premières pièces publiées par le jeune compositeur.
Le couple formé par Carlo et Maria « semble avoir été parfaitement heureux durant trois ou quatre ans — à peu près tout le temps que Donna Maria pouvait endurer les liens d'un mariage, selon Cecil Gray — et donna naissance à un fils, prénommé Emmanuele ». Leur union devait prendre fin de manière sordide, cependant, par l'assassinat de Maria et de son amant Fabrizio Carafa, duc d'Andria. L'issue tragique de ses noces entre pour une part importante dans la célébrité de Gesualdo, devenu le « compositeur meurtrier » de l'histoire de la musique.

#### Un crime d'honneur
Le meurtre des amants se déroule dans la nuit du 16 au 17 octobre 1590. Trois témoignages différents ont été conservés dans les comptes-rendus de l'enquête instruite par les juges de la Grand-Cour du vicariat de Naples. Les deux versions les plus complètes sont celles de Silvia Albana, la femme de chambre de Maria, et celle de Pietro Malitiale, surnommé Bardotto, serviteur de Carlo.
Selon ce compte-rendu des faits, le meurtre eut lieu à la « sixième heure de la nuit » (c'est-à-dire environ à une heure du matin, la septième heure sonna peu de temps après). Bardotto fut réveillé par son maître qui lui demanda de lui apporter de l'eau. Ce faisant, le serviteur s'aperçut que le petit porche de la porte donnant sur la rue était ouvert. Bardotto apporta l'eau à son maître et l'aida à s'habiller. Étonné, Bardotto demanda à son maître ce qu'il souhaitait faire, et celui-ci lui répondit qu'il partait chasser. Plus surpris encore, il lui fit remarquer qu'il n'était pas l'heure, ce à quoi Gesualdo répondit « Tu verras quelle sorte de chasse je fais ! »
Bardotto alluma ensuite, sur ordre de son maître, deux torches dans la chambre de celui-ci. Gesualdo tira de sous son lit une épée bien affûtée, une dague, un poignard et une petite arquebuse (d'environ deux paumes). Puis ils montèrent tous deux l'escalier menant aux appartements de l'épouse. À la porte se trouvaient trois hommes armés chacun d'une hallebarde et d'une arquebuse longue de trois palmes. Ces derniers enfoncèrent la porte, et entrèrent dans la chambre de Maria d'Avalos. Bardotto maintenait la servante Silvia et une nourrice dans l'antichambre. Il y eut deux coups de feu, des insultes. Les trois jeunes hommes ressortirent, et ce fut ensuite Carlo Gesualdo, les mains recouvertes de sang. Il désira savoir où se trouvait Laura, l'entremetteuse, celle-ci étant absente. Bardotto et Gesualdo retournèrent alors dans la chambre, où ce dernier acheva le couple agonisant.
Cette version est certainement la plus fidèle dont on dispose, insérée dans une enquête administrative et officielle. De nombreux points de détail n'en restent pas moins contradictoires. L'analyse détaillée des procès-verbaux a conduit Cecil Gray à douter de la véracité des éléments rapportés, à commencer par « le piège tendu par le jeune prince, annonçant son intention de partir pour la chasse — comme le sultan Chahriar des Mille et Une Nuits — ce qui relève de la fantaisie pure » selon le musicologue anglais.

#### Le crime du siècle
Une version très romancée du double meurtre, intitulée Successo di don Fabrizio Carafa, Duca d'Andria e di donna Maria d'Avalos et signée sous le double pseudonyme de Silvio et Ascanio Corona, devint célèbre et fut citée davantage que les documents officiels sous scellés. Elle met en scène la rencontre des deux amants, la jalousie du cardinal Giulio Gesualdo, oncle de Carlo dont Maria aurait repoussé les avances, l'incitation à la vengeance, jusqu'aux désirs impurs de l'épouse adultère, son « appétit incontrôlé de goûter aux douceurs d'amour et de jouir des beautés du cavalier Fabrizio » et les derniers mots échangés avant d'être frappés à mort.
L'événement fit couler beaucoup d'encre, et ce jusqu'au XIXe siècle. Au-delà du scandale impliquant trois grandes familles de la noblesse et, par alliances, toute l'aristocratie napolitaine, ce crime d'honneur devint un sujet poétique très prisé, témoignant d'un noble sentiment de compassion accordé aux victimes. Torquato Tasso, dit Le Tasse, évoqua les derniers instants des amants dans plusieurs sonnets. Le poète faisant partie de l'entourage de la famille du duc d'Andria, il s'agit d'une apologie élégiaque plutôt que d'un récit fondé sur les faits. Cecil Gray relève que les poètes comparent Maria à Vénus et son amant Fabrizio à Mars, de telle sorte que « le seul personnage qui ne se trouve pas dépeint comme admirablement beau est notre pauvre Carlo, dans le rôle de Vulcain ».
En France, Brantôme en reprit le récit dans ses Vies des dames galantes publiées au XVIIIe siècle (premier discours : Sur les dames qui font l'amour et leurs maris cocus),. Denis Morrier voit dans cette « affaire Gesualdo » le crime du siècle, qui établit définitivement la réputation du prince compositeur par « l'extraordinaire publicité » qui entoura son geste.

#### L'exil à Gesualdo
Tout le royaume de Naples se passionna pour cette affaire, ainsi que la noblesse romaine du Vatican. Si certains faits et gestes sont corroborés par plusieurs témoignages, comme le fait que Gesualdo ait crié à ses hommes « Tue, tue cet infâme et cette traînée ! Des cornes à la famille Gesualdo ? » avant de revenir vers Maria en s'écriant « Elle ne doit pas être encore morte ! » pour lui porter d'autres blessures dans la région du bas-ventre, d'autres éléments relèvent de la fiction collective selon Glenn Watkins. Il est impossible d'affirmer si les corps des amants ont été jetés dans la rue, s'ils ont été violés par un moine capucin, s'ils sont restés pendus jusqu'à ce que la pourriture trop avancée de leurs corps oblige à les enterrer, afin d'éviter une épidémie, ou s'ils ont été remis à leurs familles respectives, « lavés de leurs blessures, vêtus de satin noir et de velours noir », ce qui semble plus vraisemblable, selon les documents d'archives conservés depuis le XVIIe siècle.
La culpabilité de Maria d'Avalos ne faisait aucun doute. Son époux, disposant du droit de justice haute et basse, avait vengé son honneur et celui de sa famille. Glenn Watkins observe que « l'usage de la cour espagnole, qui s'appliquait à Naples, réclamait la mort de la femme adultère et de son amant alors que, dans le Nord de l'Italie, la tradition réclamait la mort de l'épouse seulement ». Les membres de la famille Carafa reprochaient surtout à Gesualdo d'avoir eu recours à des serviteurs pour supprimer leur parent. Un châtiment si sévère des amants, même communément admis à l'époque, l'oblige donc à se retirer dans la ville de Gesualdo, dans ses domaines qu'il ne devait guère quitter, pour se prémunir contre les effets de la colère des familles des victimes.
Son exil s'accompagne d'autres « retraites » forcées parmi les membres de sa famille, malgré l'intervention du vice-roi de Naples Juan de Zuñiga pour contenir tout projet de vendetta envers Gesualdo et les siens. Son père Fabrizio meurt le 2 décembre 1591, « loin de Naples, dans son château de Calitri ». Au terme d'une année d'exil, Carlo Gesualdo devient ainsi chef de famille à vingt-cinq ans, et l'un des plus riches propriétaires terriens de toute l'Italie du Sud.

### Second mariage
Gesualdo épouse en secondes noces Éléonore d'Este, sœur de Cesare d'Este, héritier présomptif du duc Alphonse II, en 1594. Quittant ses domaines pour s'installer à Ferrare, important centre musical à cette époque, le compositeur trouve un terrain propice à son épanouissement artistique. Ses deux premiers livres de madrigaux sont publiés la même année par Baldini, éditeur attaché à la cour ducale.

#### Voyage à Ferrare
Ce mariage, qui permettait à Gesualdo de se relever magnifiquement de ses anciennes adversités, avait d'abord été décidé entre le cardinal Gesualdo, oncle du prince alors considéré comme papable, et le duc Alphonse II pour des motifs politiques complexes, visant à faire reconnaître la succession du duché de Ferrare en faveur de Cesare, de la branche de Montecchio non reconnue par le pape Clément VIII. Cette entreprise aboutit à un nouvel échec. Très impatient et désireux de rencontrer sa future épouse, « montrant en ceci un caractère très napolitain », il apparaît bientôt que Gesualdo montre plus d'intérêt pour les activités musicales de la cour d'Alphonse II que pour sa fiancée. Celle-ci a d'ailleurs trente-deux ans, soit cinq ans de plus que le prince de Venosa. Elle avait dépassé l'âge où il convenait aux femmes de se marier, selon les critères de l'époque. Le contrat de mariage est signé le 28 mars 1593.
La réputation de Gesualdo meurtrier ne représentait nullement un obstacle dans un milieu où il convenait de se montrer « avec du sang aux ongles » pour témoigner de sa valeur. Glenn Watkins suggère, en citant le poème My Last Duchess de Robert Browning (1842), que le meurtre de Maria d'Avalos n'était pas pour déplaire au duc Alphonse II, qui aurait fait subir le même sort à son épouse Lucrèce de Médicis.

#### Retour à Gesualdo
Gesualdo avait eu un fils de son premier mariage, nommé Emanuele, né en 1587 ou 1588. Un second fils, nommé Alfonsino, naît de son second mariage en 1595. Sa mort précoce, le 22 octobre 1600, se fit par étouffement après quatre jours de fièvre, selon la correspondance entre Cesare et son frère Alessandro d'Este. Cette mort a parfois été attribuée à Gesualdo lui-même, dans les récits qui lui furent consacrés. Sans l'accuser personnellement, les lettres échangées entre les proches de Leonora, très hostiles envers Gesualdo, montrent le prince sous un jour particulièrement cruel et tyrannique, allant jusqu'à empêcher son épouse d'assister leur jeune fils dans son agonie.
Les relations entre le prince et la princesse de Venosa en sont détériorées irrémédiablement. Leonora n'avait pas quitté Ferrare lorsque Gesualdo s'était retiré dans ses terres en 1596. Elle ne le rejoint qu'après la mort d'Alphonse II, survenue le 27 octobre 1597. Par la suite, elle s'absente de sa cour à plusieurs reprises pour rejoindre celle de sa famille, à Modène, de 1607 à 1608, puis de 1609 à 1610, « non sans provoquer l'irritation de Gesualdo qui lui enjoignit de rentrer au domicile conjugal ».
Les rapports très étroits entre Leonora, ses frères et l'un de ses demi-frères ont fait l'objet d'allusions malveillantes : dans son étude sur Carlo Gesualdo, prince of Venosa, musician and murderer, Cecil Gray évoque une relation incestueuse entre Leonora et ce demi-frère, pourtant cardinal. De son côté, Gesualdo reconnaît un fils illégitime, Antonio, auquel il attribue une rente mensuelle. Dans le couple princier, ni l'un ni l'autre des partenaires n'était particulièrement fidèle ou « vertueux ».
Le 22 octobre 1607, le fils du prince, Emanuele, se marie avec Maria Polissena de Fürstenberg, princesse de Bohême. Leur fils Carlo naît en février 1610 mais meurt dès le mois d'octobre, ce qui désole le compositeur. La même année, son oncle Charles Borromée est canonisé. Ces différents événements le marquent profondément, et pourraient être le point de départ des séances de pénitence si particulières qu'il allait s'infliger par la suite, avec les pratiques de flagellation qui ont encore contribué à sa célébrité posthume.

### L'isolement et la mort
Dans l'imaginaire populaire, les crimes de Gesualdo seraient revenus le hanter vers la fin de sa vie. La mort de son second fils fut-elle considérée par cet homme très religieux comme l'œuvre de la justice divine, une condamnation de ses péchés ? Aurait-elle déclenché en lui le besoin d'expier ses fautes ? Cela expliquerait les pratiques presque masochistes du compositeur, se soumettant à la flagellation par des garçons adolescents, engagés exprès pour cet emploi — selon sa propre expression, pour « chasser les démons ».

#### Scènes de flagellation

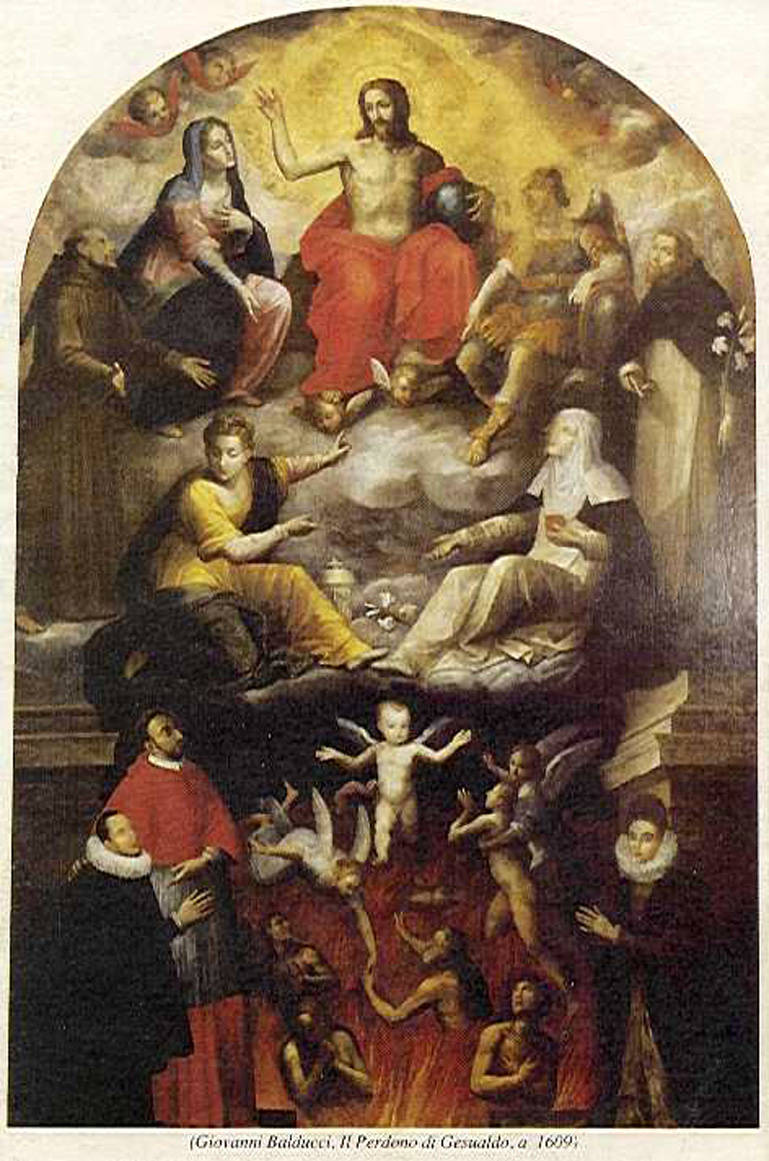
Il Perdono di Gesualdo, par Giovanni Balducci (1609). Le compositeur est représenté à genoux, en bas à gauche, devant son oncle saint Charles Borromée en robe de cardinal.

Ces pratiques de pénitence, sévères sinon extravagantes, étaient encouragées à l'époque par la spiritualité née de la Contre-Réforme, entre autres exercices de « mortification de la chair ». Elles restèrent assez répandues jusqu'à la fin du XVIIe siècle. Il est donc possible de rattacher ces procédés et ces séances de flagellation à la fervente dévotion qui s'empara de Gesualdo à la fin de sa vie, plutôt qu'à un plaisir morbide ou pervers.
En 1611, puis encore l'année suivante, le prince obtient des reliques de saint Charles Borromée, devenu non seulement son parrain mais son saint patron. Dans une lettre du 1er août 1612, il remercie son cousin, le cardinal Federico Borromeo :

« Je ne pouvais attendre ni recevoir aujourd'hui de la bonté de Votre Seigneurie Illustrissime une grâce plus précieuse, ni plus désirée que celle que vous avez daigné me faire avec la sandale que le glorieux saint Charles utilisait pontificalement. Je l'ai accueillie et embrassée avec une grande allégresse et consolation, mais elle sera conservée et tenue avec la vénération et la dévotion qu'il convient. »

Dans ce même esprit, Gesualdo avait offert à sa chapelle, en 1609, longtemps après son double crime, un grand tableau pour le maître-autel représentant le Jugement Dernier où il figure avec sa seconde épouse, suppliant le Christ, et dans lequel se trouvent également son oncle maternel saint Charles Borromée en position de protecteur, Marie-Madeleine, la Vierge Marie, saint François d'Assise, saint Dominique et sainte Catherine de Sienne, qui tous interviennent en sa faveur pour obtenir la rémission de ses péchés.
En 1611 toujours, Gesualdo fait imprimer son œuvre la plus longue, les Tenebræ Responsoria (ou Répons des Ténèbres) à six voix, où la figure du Christ martyr s'exprime musicalement de manière poignante et absolument personnelle.

#### Une mort désespérée
Le 20 août 1613, le fils de Gesualdo meurt des suites d'une chute de cheval. Son épouse était enceinte de huit mois, et le couple n'avait eu, après leur fils Carlo, qu'une fille, Isabella, alors âgée de deux ans. Le prince, privé de son dernier fils légitime, l'héritier de ses titres et de ses domaines, se retire dans l'antichambre de la camera del Zembalo (la chambre au clavecin). Il meurt dix-huit jours plus tard, le 8 septembre 1613. Sa belle-fille Maria Polissena accouche d'une fille, peu de temps après. La lignée des Gesualdo de Venosa s'éteignait donc avec le compositeur.
Le testament du prince, rédigé quelques jours avant sa mort par Don Pietro Cappuccio, constituait une dernière tentative de conserver l'intégralité des titres, terres et domaines féodaux dans la famille, à défaut d'une filiation masculine directe :

« Si l'enfant posthume qui naîtra de ladite donna Polissena est une fille, j'institue comme héritière universelle de tous mes biens ladite donna Isabella, ma petite-fille. […] Je veux, j'ordonne et commande qu'elle prenne comme mari l'aîné de Don Cesare [Gesualdo] ou, à défaut, son deuxième ou troisième fils, ou un autre dans cet ordre, et si la lignée dudit Don Cesare venait à s'éteindre, qu'elle prenne, dans le même ordre, un des fils de Cesare Gesualdo, fils de Michele Gesualdo, et si pareillement la lignée de Cesare venait à s'éteindre, qu'elle prenne pour époux un autre de la maison Gesualdo, le plus proche de ladite famille. »

Ces dispositions ne devaient pas être respectées : la princesse Isabella épouse, en 1622, Don Niccolò Ludovisi, un neveu du pape Grégoire XV issu de la noblesse romano-bolonaise, sans affiliation avec la maison de Gesualdo.
Le prince est enterré aux côtés de son fils Emanuele, dans la chapelle de Santa Maria delle Grazie, puis son corps est transféré dans l'église del Gesù Nuovo à Naples, aux pieds de l'autel de Saint Ignace de Loyola, dont la construction avait été projetée par Gesualdo avant sa mort. Seul l'emplacement de son tombeau est connu aujourd'hui : après le séisme de 1688, les travaux de reconstruction de l'église ont fait disparaître sa pierre tombale.

#### Une mort mystérieuse
La rapide succession d'événements tragiques, l'activité panique déployée par Gesualdo durant ses derniers jours et les volontés adressées avec autorité dans son testament sont peu compatibles avec la figure du solitaire en proie à la folie que devait bientôt peindre sa légende. Les circonstances de sa mort n'en sont pas moins obscures. En 1632, le chroniqueur Ferrante della Marra déclare dans ses  Rovine di case napoletane del suo tempo :

« Carlo Gesualdo fut assailli et malmené par une grande multitude de démons qui, pendant plusieurs jours, l'empêchèrent de se reposer sauf si dix ou douze jeunes gens, qu'il employait exprès comme bourreaux, ne le couvraient (et il souriait) trois fois par jour de coups très durs. C'est dans cet état misérable qu'il mourut à Gesualdo. »

Il aurait ainsi été retrouvé mort, nu, à la suite d'un de ces exercices de pénitence. Selon certains, cette mort aurait pu être volontaire, désirée — entre autres — par les garçons qui se prêtaient à ces séances de flagellation au caractère si particulier, qu'il affectionnait. De toute évidence, cette image du prince torturé allait marquer durablement l'inconscient populaire. Michele Giustiniani, de passage à Gesualdo, écrit ainsi dans une lettre du 10 octobre 1674 (plus de soixante ans après les faits) :

« Dans ce lieu, le 3 septembre [sic] 1613, s'ensuivit la mort de Don Carlo Gesualdo, chevalier napolitain, prince de Venosa et musicien très-excellent, comme en témoignent ses œuvres publiées, et joueur d'archiluth. Celle-ci fut précipitée par une étrange maladie, qui lui rendait agréables les coups qu'il se faisait donner sur les tempes et sur d'autres parties du corps, en se protégeant avec quelques torchons enroulés. »

### Premièrelégende noire
La naissance de Leonora, la deuxième petite-fille de Gesualdo, est accueillie avec désolation par la population. La veuve du prince, revenant à Venosa pour assister à l'accouchement de la princesse Maria Polissena, en rapporte la nouvelle à son frère Cesare en ces termes :

« J'ai fait baptiser la petite fille, et on lui a donné le nom de Leonora et Emanuela. Elle est jolie, et elle est née avec les cent mille écus de dot que lui a laissé le prince mon seigneur. Mais l'aînée, qui hérite de tous les états, aura pour dot plus d'un million en or sans compter le reste. »

Éléonore d'Este meurt en 1637. Entre-temps, la perte de la fortune et des domaines seigneuriaux s'accompagnait de rumeurs visant à « expliquer » de si grands malheurs par l'effet de quelque châtiment divin. De l'avis général, la faute tombait sur Carlo Gesualdo, qui s'était mis « à déraisonner et à traiter ses vassaux non seulement avec avarice et concupiscence, mais aussi tyranniquement, provoquant la colère de Dieu contre lui ».
Quelques jours à peine après la mort de Gesualdo, un chroniqueur de Modène, Giovan Battista Spaccini, donne le départ de la légende noire qui s'attachera désormais à la mémoire du prince déchu :

« Il avait une très belle concubine qui l'avait ensorcelé à tel point qu'il ne pouvait plus voir la princesse Leonora. Quand la princesse était loin, il mourait d'envie de la voir, mais ensuite, il ne faisait jamais plus attention à elle. Il ne pouvait dormir sans que quelqu'un soit avec lui en l'embrassant et en lui tenant chaud aux reins. C'est pourquoi il avait avec lui un certain Castelvietro de Modène, qui lui était très cher, et qui dormait continuellement avec lui quand la princesse n'était pas là. »

La cour de la famille d'Este s'était repliée sur Modène, chassée de Ferrare par les troupes du pape. Le souvenir des négociations manquées entre Alphonse II et le cardinal Gesualdo, doyen du Sacré Collège et oncle du prince, entraînait certainement du ressentiment à l'égard de Gesualdo. De telles déclarations ne devaient donc pas être écoutées sans réserve. Elles se répandirent cependant de Modène à Naples, à Rome, et dans toute l'Italie. Il est cependant étrange, et intéressant, d'observer que même dans les récits les plus sombres du temps de la « réclusion » de Gesualdo dans son château, il n'est jamais fait allusion qu'à la seconde épouse du prince et non à la première, Donna  Maria d'Avalos dont l'assassinat, déjà lointain, semble même oublié de tous.

## Œuvre
Carlo Gesualdo laisse un catalogue de près de 150 œuvres, tant vocales qu'instrumentales.

### Œuvre profane

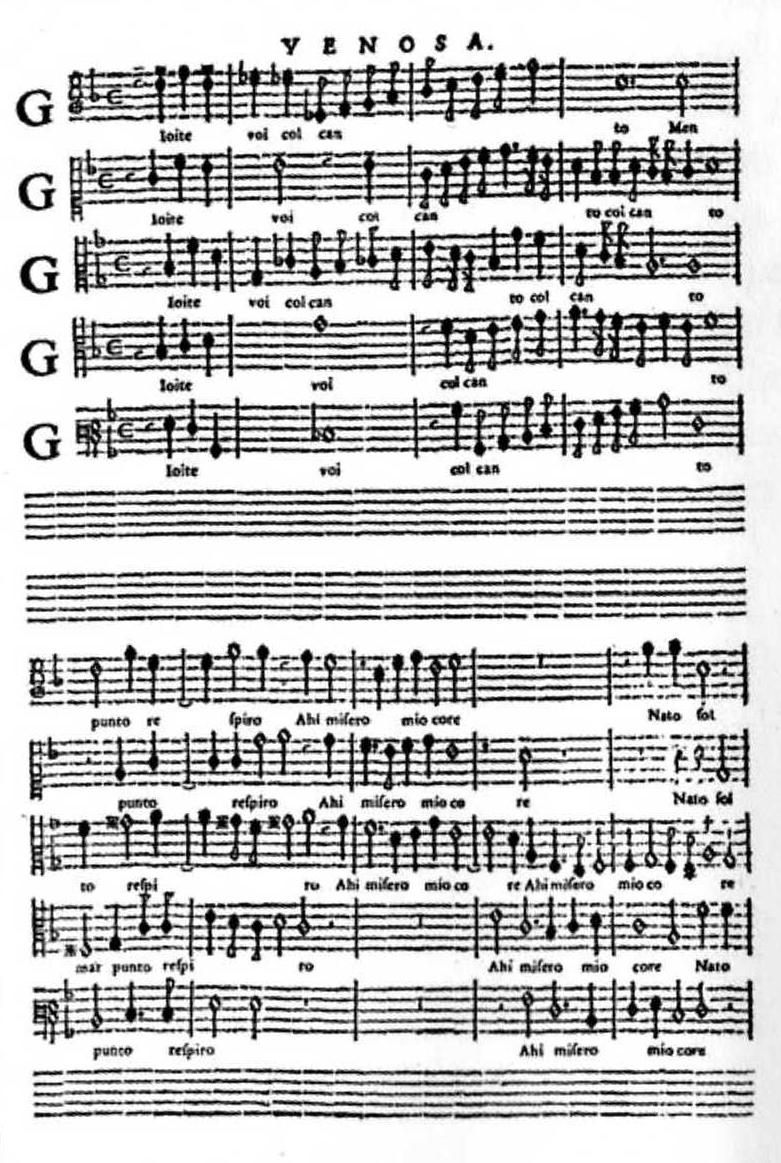
Cinquième livre, première page,
Molinaro, 1613.

Les madrigaux de Gesualdo, au contenu sensuel et douloureux, sont à l'origine de sa postérité. La critique distingue ses deux premiers livres de madrigaux, d'une écriture brillante mais conventionnelle, dans un style proche de celui de Marenzio et des premiers livres de Monteverdi, des œuvres ultérieures présentant de nombreuses modulations inhabituelles, chromatismes et figuralismes parfois déroutants.
Un premier livre aurait d'abord été imprimé sous un pseudonyme, Gioseppe Pilonij, en 1591. Par la suite, le prince-compositeur poursuivit une sorte de politique personnelle, faite d'exigence technique et de raffinement dans l'écriture. Si le résultat n'est jamais froidement « anonyme » dans les premiers livres, c'est par le choix des textes mis en musique — choix déterminant, puisque Gesualdo pratique le canto affettuoso, où la musique façonne ou colore les mots du poème.
La publication des quatre premiers Livres de madrigaux à cinq voix eut lieu à Ferrare. Le Premier et le Deuxième sont publiés l'année même de son arrivée à la cour d'Alphonse II en 1594. Le Troisième livre de madrigaux paraît en 1595 et le Quatrième en 1596, le compositeur ayant confié l'ensemble de sa production présente à l'éditeur ducal, Vittorio Baldini. En l'espace de trois ans, l'essentiel de l'œuvre établissant la renommée musicale de Gesualdo fut ainsi publié et diffusé en Italie.
En 1611, le prince fit transférer l'atelier d'un imprimeur de musique napolitain, Giovanni Giacomo Carlino, dans son palais de Gesualdo. C'est ainsi qu'il supervisa lui-même l'édition des Cinquième et Sixième, livres de madrigaux à cinq voix.
Gesualdo avait également fait imprimer des « conducteurs » de ses madrigaux, ce qui permettait à un musicien averti de saisir à la lecture de la partition les subtilités de contrepoint et d'harmonies. Les compositeurs ne diffusaient généralement que les parties de chant séparées, suffisantes pour une audition en public. Cette pratique « analytique » fut continuée par l'abbé Molinaro qui réalisa la première édition intégrale des six livres, l'année de la mort de Gesualdo. Les compositeurs des générations suivantes étaient invités à considérer ces pièces, au-delà du charme dégagé par leur exécution, comme des objets d'étude.
Un dernier livre de madrigaux, à six voix, fut publié à titre posthume (1626) par Mutio Effrem, musicien au service du prince de Venosa. Ce recueil est malheureusement très incomplet, puisqu'il ne nous en est parvenu que la partie de quinto. Les autres parties vocales sont considérées comme perdues.
Ces compositions respectent certains des canons de l'époque, restant attachées dans l'ensemble au langage modal. Elles en éprouvent souvent les limites, cependant, et les font parfois éclater « de l'intérieur », ce qui donne finalement l'une des œuvres les plus originales, étranges et surprenantes de la Renaissance italienne.
Les musicologues du XXe siècle, s'attachant à la légende noire entourant le compositeur, donnèrent une dimension magnifiée à ses crimes et à ses pratiques de pénitence, en les associant de manière systématique. Selon cette lecture au premier degré, le génie musical de Gesualdo trouvait également sa source dans les méandres de sa culpabilité névrotique, dans le traumatisme d'un « assassinat à cinq voix », selon l'expression d'Alberto Consiglio.
Ainsi Moro, lasso ! al mio duolo (no 17 du Sixième livre), l'un des madrigaux les plus décriés du compositeur par un musicologue classique comme Charles Burney, devint l'un des plus célèbres pour les mêmes raisons. En l'espace de cinq vers, le poème exprime les paradoxes amoureux en usant et abusant du champ lexical des tourments et des peines, portant la musique vers des sommets de tension harmonique :
| Moro, lasso ! al mio duolo E chi mi può dar vita Ahi che m'ancide e non vuol darmi aita. O dolorosa sorte : Chi dar vita mi può, ahi, mi dà morte ! | Je meurs, hélas ! dans mes tourments, Qui pourra me rendre la vie ? Ah ! Qu'ils me tuent, que nul ne me vienne en aide. Ô douloureux sort : Celle qui peut me donner vie, hélas ! me donne la mort ! |

### Œuvre sacrée
N'étant nullement tenu de composer de la musique religieuse, on pourrait s'étonner — après avoir lu l'histoire de sa vie, qui peut paraître éloignée de celle attendue d'un « croyant », et après avoir écouté ses œuvres profanes, si sensuelles — de trouver des œuvres sacrées dans le catalogue de Gesualdo. Or, elles sont presque aussi nombreuses que les pièces profanes. Leur existence ne peut donc s'expliquer que par un choix délibéré, Gesualdo étant aussi passionné dans ses amours profanes que dans sa foi envers Dieu. L'inspiration du prince paraît même encore plus personnelle dans ses pièces religieuses. Denis Morrier relève ainsi un « fait remarquable » : Gesualdo n'a laissé aucune pièce pouvant appartenir à l'Ordinaire de la messe.
Deux livres de Sacræ Cantiones furent publiés à Naples en 1603, regroupant l'ensemble des motets composés par Gesualdo. Le Premier livre (Liber Primus), écrit à cinq voix, est comparable à ses madrigaux les plus avancés. Cependant, le Second livre (Liber Secundus) fait appel à un ensemble étendu à six voix (et jusqu'à sept voix pour l'Illumina nos, conclusion et point culminant de ce recueil), ce qui en modifie l'équilibre et la fusion des lignes de chant. Le compositeur présente d'ailleurs ces derniers motets comme « composés avec un artifice singulier » (singulari artificio compositæ) sur la page de titre.
Dernier recueil publié par Gesualdo, le cycle des Tenebræ Responsoria (ou Répons des Ténèbres pour la semaine sainte) parut en 1611, publié par Carlino dans le palais du prince. Écrit à six voix, il s'agit de son œuvre la plus impressionnante : l'intégralité des vingt-sept motets traditionnels est mise en musique, ce qui représente l'équivalent de deux grands livres de madrigaux.
Les pièces religieuses de Gesualdo sont des œuvres de maturité assurant la transition, au moins pour ce qui est de l'édition, entre les quatre premiers livres de madrigaux et les deux derniers. Le compositeur s'y exprime avec une remarquable maîtrise, et une liberté souvent surprenante, étant donné les exigences du répertoire ecclésiastique. Si les prières et le latin remplacent les supplications amoureuses en langue vernaculaire, le style musical de Gesualdo demeure immédiatement reconnaissable, s'accordant avec des textes volontiers poignants. La plupart des motets se concentre sur les thèmes de la rédemption et du pardon des péchés :
| Peccantem me quotidie, et non me pœnitentem Timor mortis conturbat me Quia in inferno nulla est redemptio. Miserere mei, Deus, et salva me. | Moi qui chaque jour commets des péchés et ne m'en repens pas, La crainte de la mort me bouleverse Parce qu'il n'est nulle rédemption en enfer. Prends pitié de moi, ô Dieu, et sauve-moi. |

La découverte relativement récente des Tenebræ Responsoria et du Liber Secundus de Gesualdo a permis de reconsidérer l'ensemble de son œuvre, que des critiques modernes taxaient encore d'amateurisme. Dans sa musique religieuse, et plus particulièrement dans ses pièces consacrées au culte marial, Gesualdo emploie des formules de contrepoint complexes, telles que le canon strict et le cantus firmus, de manière savante et virtuose mais dégageant une impression de majesté sereine pour l'auditeur.

### Œuvre instrumentale
La production instrumentale de Gesualdo se limite à une poignée de pièces isolées, que son auteur n'a pas souhaité réunir ou publier mais qui permet d'aborder un aspect moins connu de sa personnalité. En effet, pour ses contemporains, la première impression que donnait le jeune prince était celle d'un luthiste et claveciniste, aimant surtout à improviser devant une assemblée choisie.
En 1586, alors que Gesualdo n'avait que vingt ans, Giovanni de Macque fit publier trois ricercares à quatre voix dans un ouvrage collectif, les accompagnant d'une préface élogieuse pour « ce seigneur qui, en plus d'être un grand amateur de cette science [la musique], la maîtrise si parfaitement qu'il a peu d'égaux, tant pour jouer du luth que pour composer ». 
La Gagliarde del principe di Venosa, une gaillarde à quatre voix, est conservée en manuscrit dans la bibliothèque du Conservatoire San Pietro a Majella de Naples (MS 4.6.3).
La Canzone francese del Principe, canzone riche en chromatismes surprenants et d'une grande virtuosité d'écriture, se trouve dans un manuscrit de Luigi Rossi d'abord conservé de la Collection Borghèse, actuellement dans les collections de la British Library (MS Add.30491), avec des pièces de divers compositeurs dont Macque, Monteverdi (le Lamento d'Arianna), Scipione Stella et Jacopo Peri. Elle a fait l'objet de plusieurs enregistrements, insérée parmi les madrigaux de Gesualdo comme un interlude.

### Œuvres publiées dans des recueils collectifs
Si certaines pièces composées par Gesualdo ont été perdues, même parmi celles qu'il avait pris soin de publier lui-même, d'autres ont survécu grâce à l'intérêt que leur portaient des compositeurs ou éditeurs parmi ses contemporains. Il s'agit donc, en-dehors d'une œuvre de jeunesse comme le motet à cinq voix Ne reminiscaris Domine inclus dans le Liber Secundus Motectorum de Stefano Felis, publié par Gardano à Venise, en 1585, de pièces vraisemblablement négligées par leur auteur et prêtées ou recueillies sans son autorisation, parfois publiées de manière posthume.
Ainsi, T'amo mia vita et La mia cara vita, deux madrigaux à cinq voix, font partie du Theatro de madrigali a cinque voci, ouvrage collectif publié par Guagano et Nucci à Naples, en 1609. Ite sospiri ardenti, une canzonetta à cinq voix, paraît dans le Troisième livre de canzonette de Camillo Lambardi publié par Vitale à Naples, en 1616. All'ombra degli amori et Come vivi cor mio, deux canzonette à cinq voix, sont intégrées au Huitième livre de madrigaux de Pomponio Nenna publié par Robletti, à Rome, en 1618.
In te domine speravi, motet à cinq voix, est inclus dans le Salmi delle compiete de diversi musici napolitani publié par Beltrano à Naples, en 1620.
Il convient de signaler encore deux pièces manuscrites, Il leon'infernal et Dove s'intese mai, non publiées mais conservées à la Biblioteca Queriniana de Brescia.

## Personnalité
Le voile de mystère qui entoure Carlo Gesualdo est, toutes proportions gardées, le même qui ombre les visages de certains de ses contemporains, comme Le Caravage (1571-1610) et Christopher Marlowe (1564-1593) — artistes brillants mais ambigus, excessifs, assassins et mourant dans d'étranges circonstances. De tels personnages achèvent de représenter, pour un observateur du XXIe siècle, les incertitudes, les nobles aspirations, les chimères et les violences de la Renaissance, entre traditions figées, guerres de religion, renouveau artistique et révolution copernicienne. Il nous faut faire un effort pour envisager le caractère et l'œuvre de Gesualdo, et leur donner leur importance véritable — ainsi, l'aborder plutôt par Josquin des Prés que par Debussy.

### Caractère

#### Portrait

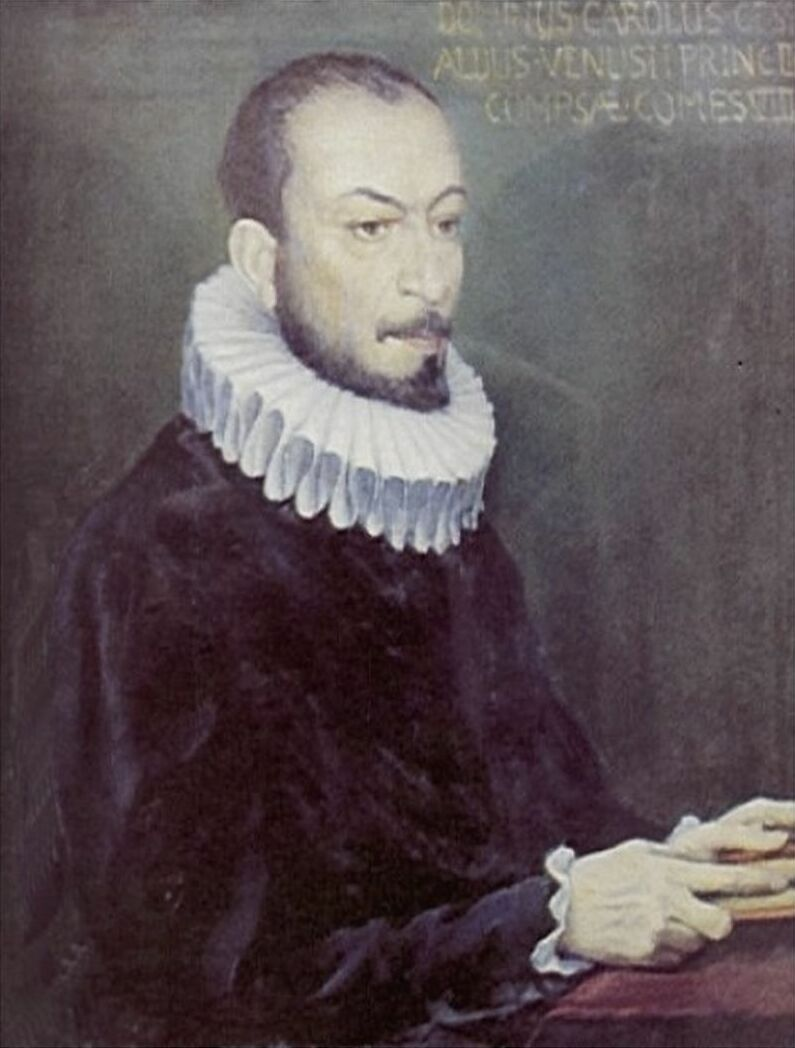
Portrait anonyme du compositeur, réalisé au XVIIIe siècle, et dont l'authenticité est mise en doute par les spécialistes actuels,.

Trois portraits permettent de poser un visage en frontispice des œuvres de Gesualdo, montrant le prince vêtu de noir et portant la fraise espagnole, le regard sombre, les cheveux et la barbe coupés court, l'air austère ou en prière, presque toujours les mains jointes. Glenn Watkins, qui considère que « le Perdono di Gesualdo du maître-autel de Santa Maria delle Grazie nous offre le seul portrait authentifié du compositeur », lui attribue ainsi « une figure aux joues creuses, digne du Greco ».
Cecil Gray ressent « une impression curieuse et désagréable » devant le portrait du prince, analysant les traits de son visage pour en dégager une personnalité « perverse, cruelle, vindicative, et cependant plus faible que forte — presque féminine — physiquement, le type même du descendant dégénéré d'une longue lignée aristocratique ».
Si l'on admet que Gesualdo a porté l'armure d'apparat offerte par la famille d'Este lors de son mariage à Ferrare, armure conservée au musée du château de Konopiště, en république tchèque, le compositeur était de petite taille, ou de taille moyenne pour son époque (entre 1,65 m et 1,70 m). Mince, habile à manier l'épée et se proclamant, devant le comte Fontanelli, « expert dans les deux arts » de la chasse et de la musique, il possédait une belle voix de ténor.
Les dix dernières années de sa vie — c'est-à-dire, alors qu'il n'avait que trente ans — furent marquées par de nombreux ennuis de santé : asthme, migraines et problèmes intestinaux, entre autres « graves et continuelles indispositions » qui lui interdisaient de quitter ses terres de Gesualdo, ce dont il se plaignit souvent dans sa correspondance.

Les grands événements de la vie de Gesualdo sont connus, dans une certaine mesure. Ses lettres conservées et les témoignages obtenus de ses contemporains éclairent également son quotidien. Le milieu dans lequel évoluait le prince de Venosa était celui des cours napolitaines, romaines et ferraraises : un monde fermé sur lui-même, ombrageux, jaloux de ses privilèges, violent et querelleur, attaché aux traditions et à toutes sortes de signes extérieurs de richesse, de noblesse et de domination,. 

#### Patrimoine: la fortune et le devoir
Forts de leur statut de princes et de leur alliance avec le pape, qui les préserva du sort réservé à la majorité des grands barons napolitains progressivement ruinés et assujettis à la famille royale espagnole, le grand-père et le père de Gesualdo accumulèrent une vaste fortune, dont on peut mesurer l'importance au moment du mariage avec Maria d'Avalos, en 1586. Les bijoux qu'elle reçut de sa belle-famille témoignent de la magnificence dans laquelle le compositeur avait grandi :

« Du seigneur comte [Carlo Gesualdo] un collier de quarante-neuf perles et une « fleur de joie » avec une émeraude, tous deux d'une valeur de mille six cents ducats, une demi-lune de diamants avec trois perles de la valeur de mille trois cents ducats, et du prince son père [Fabrizio] un aigle avec des émeraudes et des rubis, ainsi qu'un perroquet en émeraude, et de l'Illustrissime seigneur cardinal Gesualdo, un rubis de paragonite et un spinelle monté sur des anneaux d'or. »

Pour se donner une idée de la valeur de tels présents, il suffira de rappeler qu'un musicien célèbre tel que Giovanni de Macque, organiste de la Santissima Annunziata de Naples, recevait un salaire mensuel de dix ducats en 1591, année de la mort de Fabrizio Gesualdo.

Le testament de ce dernier apporte d'autres éléments pour estimer la valeur du patrimoine familial, et mesurer le poids de responsabilités qui pesa dès lors sur Gesualdo : 

« Il est de ma volonté que les biens des Gesualdo reviennent au chef de famille et à ses successeurs qui descendront de mon lignage et qu'ils soient les maîtres de mes états ; ils devront se contenter de les servir, et d'en avoir l'usufruit, mais que la propriété reste toujours debout et solide, et inaliénable, tant que durera mon susdit lignage, et ses aînés mâles. »

Le même document stipule, en effet, que si son fils ne réussissait pas à obtenir un héritier, la somme de 300 000 ducats devrait être versée à l'ordre des jésuites, et que les hôpitaux des Incurabili et de l'Annunziata auraient à se partager encore 200 000 ducats.
Devenu prince, Gesualdo ne ménagea pas ses efforts pour procurer une épouse à son fils Emanuele. Peut-être rencontra-t-il des difficultés du fait de sa réputation personnelle : le futur époux n'était-il pas orphelin de mère depuis l'âge de trois ans, par la faute de son père ? De même qu'il avait contracté son second mariage, non parmi la noblesse napolitaine mais dans une cour plus septentrionale, Gesualdo trouva hors d'Italie sa future belle-fille. Et il prit un malin plaisir à en décrire les qualités dans une lettre à l'épouse de son beau-frère, qui lui avait refusé à plusieurs reprises l'une et l'autre de ses deux filles. La naissance de son petit-fils Carlo, trois ans après ce mariage, devait donner au prince la satisfaction d'un devoir accompli, bien que rapidement obscurcie par la mort prématurée de l'enfant.

#### Un seigneur attaché à ses domaines
À la suite du meurtre de Maria d'Avalos, en 1591, Gesualdo s'était retiré dans son fief de Gesualdo. La mort de son père, survenue un peu plus d'un an après cet événement, mit à sa disposition l'ensemble des terrains, châteaux et autres possessions liées à sa principauté. Gesualdo se lança alors dans une vaste entreprise de restauration de la demeure familiale, transformant l'ancienne citadelle normande en une résidence fortifiée, pouvant accueillir une cour digne de ce nom. Ces travaux furent associés à une vaste entreprise de déboisement de la forêt de sapins, sur la colline entourant le château — ce qui a été souvent interprété, de façon un peu romanesque, comme une opération de dissuasion, destinée à se protéger d'une éventuelle attaque de la famille Carafa.
Ces travaux faisaient, en réalité, partie d'un programme d'urbanisme de grande ampleur, dotant la cité de places, de fontaines et de bâtiments religieux. Gesualdo s'employa en particulier à la construction de deux couvents, l'un dominicain, l'autre capucin, ainsi qu'à l'édification de leurs églises respectives, Santissimo Rosario, achevée en 1592, et Santa Maria delle Grazie, qu'il ne vit jamais achevée.
Grâce au témoignage du comte Fontanelli, qui l'accompagna lors de son voyage dans ses terres napolitaines, en 1594, nous disposons d'une description objective des domaines de Gesualdo, « un pays très agréable et aussi gracieux au regard que l'on puisse le souhaiter, avec un air très sain et doux », et « des vassaux viscéralement attachés à leur seigneur ». La série de lettres qu'il envoya au duc d'Este fait découvrir un prince veillant à la prospérité de ses domaines et à la bonne gestion de ses affaires. Les archives de la ville révèlent également son habileté dans l'administration de ses biens, ce qui inciterait à nuancer le portrait d'un compositeur toujours rongé par le remords, en proie à la folie et « perdu dans la musique ».

#### L'importance du milieu social
Les deux mariages successifs de Gesualdo permettent de surprendre « sur le vif » la noblesse au sein de laquelle il vécut. Dans leur correspondance, officielle ou privée, ce ne sont que protestations d'attachement éternel, serments non tenus, engagements réciproques, alliances familiales de même rang, ventes et achats de terrains, marchandages continuels et contrats où les sentiments humains n'ont aucune place. Cesare d'Este, frère de la seconde épouse du compositeur, taxe Gesualdo d'avarice dans ses lettres, tout en refusant de payer la dot de Leonora. Même les membres du clergé — à commencer par l'oncle du prince, l'illustrissime cardinal Alfonso Gesualdo — se montrent d'une habileté redoutable pour manipuler leur entourage. On devine ainsi, en de nombreuses occasions, que Gesualdo a été dominé par ses parents, la cour où il était tenu de paraître et les membres de sa famille occupant de hautes fonctions auprès du pape.
Il est permis de penser que Gesualdo trouvait à s'évader dans la composition de madrigaux harmonieux, ingénieux, où il était véritablement le maître. L'esprit d'émulation, voire de surenchère dans les premières œuvres, et la volonté de rivaliser avec les musiciens les plus estimés de son temps, pourraient se comprendre également comme une revanche sur ce monde étouffant des cours. Avec le duc de Ferrare, Alphonse II, il ne parlait que de musique.

### Prince et compositeur

#### Les Gesualdo de Venosa: gloire et déclin
| Blason | Blasonnement : d'argent au lion de sable accompagné de cinq fleurs de lys de gueules, deux posées en chef à dextre et rangées en barre, une posée au canton senestre du chef, une posée presque en abîme quelque peu à dextre et une en pointe,. Commentaires : Un sonnet du Tasse adressé à Gesualdo fait allusion à ces armes, en s'ouvrant sur le vers « Carlo, il vostro leon ch'a nero il vello [Carlo, votre lion dont le pelage est noir] ». |

Ce n'est pas comme musicien, mais en tant que prince italien, apparenté à la maison d'Este et lié au destin du duché de Ferrare, que Carlo Gesualdo est mentionné par Saint-Simon dans ses Mémoires, « Charles Gesualdo, prince de Venose au royaume de Naples ». Dans la première monographie consacrée au compositeur, Cecil Gray donne la liste complète des titres de « Sa Très-Illustre Altesse Sérénissime Don Carlo, 3e prince de Venosa, 7e comte de Conza, 13e seigneur de Gesualdo, marquis de Lamo, Rotondo et San Stefano, duc de Caggiano, seigneur de Frigento, Acquaputida, Paterno, San Manco, Boneto, Luceria, San Lupolo et autres lieux ».
La noblesse des Gesualdo est remarquablement ancienne et illustre. Le fief et le château de Gesualdo datent du XIIe siècle. Les origines de leur sang royal remontent au « très noble Roger de Normandie, roi de Sicile, duc des Pouilles et de Calabre » et, par voie de bâtardise en la personne de Guglielmo Gesualdo, premier comte de Gesualdo, à Robert Guiscard, le légendaire aventurier qui conquit la Sicile au XIe siècle.
La vie du compositeur occupe une position particulière : sa naissance coïncide avec le moment le plus glorieux de l'histoire de sa famille, et sa mort, faute d'héritier mâle, en marque la fin. Le mariage de ses parents, le 13 février 1561, est à l'origine d'une « formidable ascension sociale de toute sa maison » : la mère du compositeur était nièce du pape Pie IV, et la politique de népotisme traditionnelle au Vatican offre des postes importants à certains de ses oncles. Alfonso Gesualdo est créé cardinal dès le 1er mars 1561.
D'autre part, Luigi IV, grand-père du compositeur, avait obtenu la principauté de Venosa du roi d'Espagne Philippe II, le 30 mai 1561. Ce titre venait s'ajouter à celui de comte de Conza, octroyé par le roi Alphonse V d'Aragon à Sansone II le 1er août 1452, et à la dignité de Grand d'Espagne conférée à Fabrizio Gesualdo et ses descendants par l'empereur Charles Quint en 1536.
Carlo Gesualdo ne serait pourtant qu'un nom parmi d'autres, dans la généalogie des maisons régnantes, s'il n'avait dérogé en publiant ses livres de madrigaux et sa musique religieuse : au XVIIIe siècle, le généalogiste Louis Moréri distingue dans cette lignée « Charles Gesualdo, prince de Venose, qui inventa des tons nouveaux pour la musique ».

#### Mécénat musical
L'intérêt que Gesualdo portait à la musique n'est pas sans précédent, même parmi les membres de sa famille. L'éducation d'un prince encourageait une bonne connaissance des auteurs classiques et de la poésie contemporaine, la pratique du chant et celle d'un instrument.
Le grand-père du compositeur, Luigi IV, était le protecteur du poète Bernardo Tasso, père du Tasse. Son père, Fabrizio, entretenait une cour où les musiciens figuraient en grand nombre. Giovanni de Macque, qui fut vraisemblablement le professeur de Carlo, dédie au prince son Deuxième livre de madrigaux à six voix en 1589. Le compositeur Giovan Leonardo Pocaterra offre de même, en 1585, son Septième livre de madrigaux à Carlo en témoignant dans sa préface de sa « dette » envers Fabrizio.
Carlo Gesualdo ne manque pas de poursuivre cette tradition familiale. Ses noces avec Éléonore d'Este sont l'occasion de publications de poèmes et de chansons par l'éditeur ducal de Ferrare, Baldini. Le jeune prince encourage ainsi Luzzasco Luzzaschi à publier, chez le même éditeur, ses Quatrième (1594), Cinquième (1595) et Sixième (1596) livres de madrigaux lorsqu'il le rencontra. Luzzaschi lui témoigne sa gratitude dans la préface et dédicace du Quatrième livre :

« Votre Excellence ayant de diverses manières montré au grand jour qu'il estimait de près et de loin mes compositions malgré leurs faiblesses, et ne sachant comment vous rendre grâce d'avoir, par votre valeur, propagé cette renommée si heureuse en mon honneur, j'ai résolu de vous adresser ces madrigaux nouvellement composés. »

Même Alfonso Fontanelli, qui suit Gesualdo en ambassade, pour le compte du duc de Ferrare, depuis Naples et jusqu'à Venise, laisse publier en 1595 un premier livre de madrigaux de sa composition. Cependant, conformément à l'usage aristocratique selon lequel la composition musicale est indigne de la noblesse, Fontanelli intitule cette publication Premier livre de madrigaux sans nom d'auteur (« senza nome »).

#### Une passion pour la musique
Selon plusieurs témoignages, à commencer par celui de Fontanelli, l'attitude de Gesualdo à l'égard de la composition musicale manquait totalement de ce détachement aristocratique, la sprezzatura, qui voulait qu'une personne de haute condition sût beaucoup sans jamais le montrer. L'usage en était déjà ancien parmi les membres de la noblesse, certains exemples remontant à l'antiquité grecque et latine. Dans son Livre du courtisan (1528), Baldassare Castiglione engageait ainsi à fuir « un trop grand désir de montrer que l'on sait beaucoup ». Cette pratique n'a d'ailleurs rien de spécifiquement italien. Dans ses Mémoires (1739-1749), Saint-Simon observe encore cet usage, et rend hommage à Madame de Sévigné en ces termes : 

« Cette femme, par son aisance, ses grâces naturelles, la douceur de son esprit, en donnait par sa conversation à qui n'en avait pas, extrêmement bonne d'ailleurs, et savait extrêmement de toutes sortes de choses sans vouloir jamais paraître savoir rien. »

Un ouvrage contemporain de Stefano Guazzo, La civil conversatione (1577), recommandait ainsi de ne pas « se perdre dans cet honnête et vertueux divertissement [la musique], dont il faut définir des limites convenables, et qu'il faut finalement pratiquer juste assez pour soulager son âme ». Au contraire, Gesualdo entendait montrer au grand jour son savoir et son art. Les témoignages de Fontanelli sur ce point sont éloquents :

« Le prince de Venosa, qui ne voudrait rien faire d'autre que chanter et jouer, m'a forcé aujourd'hui à rester avec lui. il m'a retenu de la vingtième heure à la troisième heure de la nuit [de midi à 19 heures environ], de telle sorte que je crois que je n'écouterai plus de musique avant deux mois. »

« Il fait ouvertement profession [d'être musicien] et expose ses compositions mises en partition à tout le monde afin de les faire s'émerveiller de son art. »

Cette attitude peu commune donne à Gesualdo un statut tout à fait particulier, parmi les cours royales et ducales de Naples et de Ferrare dans un premier temps, puis parmi les grands compositeurs de la fin de la Renaissance.

#### Un engagement personnel
Libre de composer selon son « bon plaisir », sans souci d'avoir à répondre aux goûts d'un mécène ou patron — à la différence d'un Monteverdi, par exemple — Gesualdo souffrait cependant d'un évident « complexe de légitimité ». Aux yeux de ses contemporains, sa musique semblait devoir témoigner d'un métier sûr, et digne d'un musicien de profession. Vincenzo Giustiniani parle ainsi de « madrigaux pleins d'artifices et de contrepoint exquis, avec des fugues difficiles et gracieuses dans chacune des parties, et imbriquées les unes dans les autres » :

« Il s'ingéniait avec tous ses efforts et tout son art à choisir des fugues qui, bien que difficiles à composer, soient chantantes et apparaissent douces et fluides afin qu'elles semblent à tous faciles à composer lorsqu'on les chante, mais qu'en s'y penchant de plus près, on les trouve difficiles et pas du premier compositeur venu. »

La seule distance observée par Gesualdo tient à l'absence de signature officielle lors de la publication de ses madrigaux. Les six Livres lui sont d'abord dédiés, et la mention Madrigali del prencipe di Venosa atteste un caractère ambigu de propriété, voilant à peine celui de la création pure.
La première composition connue de Gesualdo, le motet Ne reminiscaris Domine, parut de manière anonyme en 1585, dans une collection présentée et signée par Stefano Felis, maître de chapelle à la cathédrale de Bari. Les deux premiers livres de madrigaux sont adressés « à mon seigneur et patron illustrissime et excellentissime, Don Carlo Gesualdo, prince de Venosa » par Scipione Stella, un jeune prêtre et musicien de l'entourage du compositeur, en mai 1594. Les Troisième et Quatrième sont offerts de la même façon par Hettore Gesualdo, également proche du prince, en 1595 et 1596.
Les lettres de dédicace des deux derniers livres sont signées par Don Pietro Cappuccio en juin 1611, et sont exceptionnellement riches d'informations, parmi lesquelles la revendication par Gesualdo de ses qualités musicales. Celle du Cinquième livre précise que « certains compositeurs ont voulu suppléer à la pauvreté de leur génie par un art frauduleux en s'attribuant à eux-mêmes de nombreux beaux passages des œuvres de Votre Excellence, ainsi que de vos inventions, comme cela est advenu tout particulièrement dans ce cinquième livre de vos merveilleux madrigaux ».
Avec ses derniers madrigaux, plus originaux et audacieux, Gesualdo entend être considéré véritablement comme un compositeur, un maître dont l'œuvre est appelée à compter dans l'histoire de la musique.

### Un maître du madrigal

#### Entre Renaissance et Baroque
Gesualdo apparaît d'abord comme un compositeur « traditionnel ». Si Monteverdi réalise la transition entre le madrigal maniériste et l'opéra par l'invention du madrigal dramatique, véritable charnière entre Renaissance et Baroque, Gesualdo n'a pas modifié fondamentalement les formes existantes. Il a composé à la manière déjà « vieillissante » de l'époque mais selon un style très personnel, riche en chromatismes, en dissonances et en ruptures rythmiques et harmoniques. Selon Catherine Deutsch, « Rore, Wert ou Marenzio ne laissèrent pas le chromatisme gangrener à ce point la modalité et ne l'érigèrent jamais en continuel ressort compositionnel comme le fit Gesualdo ».
Les démarches concourantes de Gesualdo et Monteverdi se complètent, en portant le madrigal à un tel degré de puissance musicale que le genre lui-même s'effondre sur ses bases. L'opéra de Monteverdi apporta enfin à son époque une nouvelle forme de divertissement, répondant à la demande d'un public dont le goût avait changé. Les artifices contrapuntiques extrêmement virtuoses cultivés par le prince devaient être alors rapidement supplantés par de mélodieux airs accompagnés, et ses extravagances chromatiques submergées par l'efficacité et la clarté de la tonalité naissante.

#### Inspirations poétiques
Gesualdo apportait un grand soin dans le choix des textes de ses madrigaux. Sa musique s'attache aux moindres détails du poème, l'accompagne littéralement « mot à mot » et peut passer d'un extrême à l'autre (de la lumière à l'obscurité, de la joie à la tristesse) avec les changements adéquats au niveau de l'harmonie et du tempo — en quelques notes, si le texte l'exige.
Les compositeurs de son temps élaboraient une technique nouvelle, le canto affettuoso, où la poésie ne se contente plus de guider la musique mais s'impose pour ses qualités expressives. Ceci permettait une entorse aux règles du contrepoint traditionnel. Pour répondre à ces nouvelles exigences, les musiciens se tournaient désormais vers des textes brefs et conçus comme des « réservoirs d'affetti » (les affects, ou états psychologiques). Gesualdo poussera cette tendance vers des extrêmes, s'attachant à des formules en oxymore telles que « jour ténébreux », « suave douleur », « martyres bien-aimés », « douloureuse joie », en l'espace de quelques vers très denses.
Il montrait une grande admiration envers Le Tasse, par exemple, qu'il rencontra à Ferrare et dont il mit neuf madrigaux en musique. Les relations entre le poète et le musicien furent longtemps l'objet d'une fascination romantique, associant volontiers les passions et les tourments des deux créateurs. Cependant, à la lecture de leur correspondance, il semble que le poète ait simplement tâché de répondre aux exigences d'un prince dont il pouvait espérer les faveurs. Et, sur une quarantaine de poèmes composés à son intention dès 1592, le compositeur n'en a retenu qu'un petit nombre, dont (Se cosi dolce è il duolo, no 5 du Deuxième livre de madrigaux).
Gesualdo a également puisé dans les textes de Giovanni Battista Guarini et de quelques autres poètes populaires auprès des compositeurs de madrigaux. Il se peut d'ailleurs que ses choix reflétaient surtout le désir de se mesurer aux grands noms du paysage musical de l'époque. Ainsi « Tirsi morir volea avait déjà séduit Luca Marenzio (1580), Giaches de Wert (1581), Philippe de Monte (1586) et Andrea Gabrieli (1587), ainsi qu'une vingtaine d'autres compositeurs avant que Gesualdo ne compose son Premier livre de madrigaux en 1591 ».

#### Rencontres et influences musicales
Lors des fêtes données en l'honneur de son second mariage, Gesualdo eut l'occasion d'entrer en relations avec la camerata Bardi de Florence. Giulio Caccini témoigne que Jacopo Corsi, Ottavio Rinuccini et Giulio Romano s'étaient rendus à Ferrare « afin de jouir des mascarades, de la musique et des noces de cette cour ». Mais le prince montrait plus de goût pour les prouesses instrumentales et vocales de Luzzaschi, polyphoniques et chromatiques, qu'envers les débuts de l'opéra de la grande accademia fiorentina, où triomphe la monodie accompagnée.
En effet, Luzzasco Luzzaschi a certainement influencé Gesualdo dans la manière « expressionniste » de ses madrigaux, au moins à partir de son Quatrième livre. À Ferrare se trouvait également le fameux Concerto delle Donne, un ensemble vocal féminin très remarquable, pour lequel il composa plusieurs pièces. Le 25 juin 1594, Fontanelli en témoigne dans une lettre au duc Alphonse II :

« [Gesualdo] a déjà composé cinq ou six madrigaux très artificieux, un motet, un air, et un dialogue entre trois soprani fait, il me semble, pour ces dames. »

Cependant, Gesualdo n'a publié ni air, ni dialogue pour ces trois soprani. Le compositeur souhaitait apparemment limiter ses publications aux seules pièces qu'il jugeait dignes d'être rendues publiques, laissant de côté ses compositions plus modestes.

De passage à Venise, en 1595, il exprima également le désir de rencontrer Giovanni Gabrieli. Fontanelli fait un commentaire intéressant à ce propos : 

« Il n'a pas encore pu voir Giovanni Gabrieli, l'organiste de San Marco, mais il lui tend tant de pièges qu'il finira par tomber dans ses filets, et il ne repartira pas sans dégoût. Le père Costanza Porta [autre fameux compositeur et théoricien de l'époque] se trouvait par ici. Il a été tout de suite invité mais il était sur le point de s'en aller à Padoue. Tant mieux pour lui ! »

De toute évidence, Gesualdo entretenait une relation en porte-à-faux avec le milieu musical de son temps, du fait de son statut équivoque de prince compositeur. L'attitude généralement adoptée par les musiciens de métier explique en partie ses propres choix de compositeur.

## Postérité

### XVIIesiècle: L'éloge des contemporains

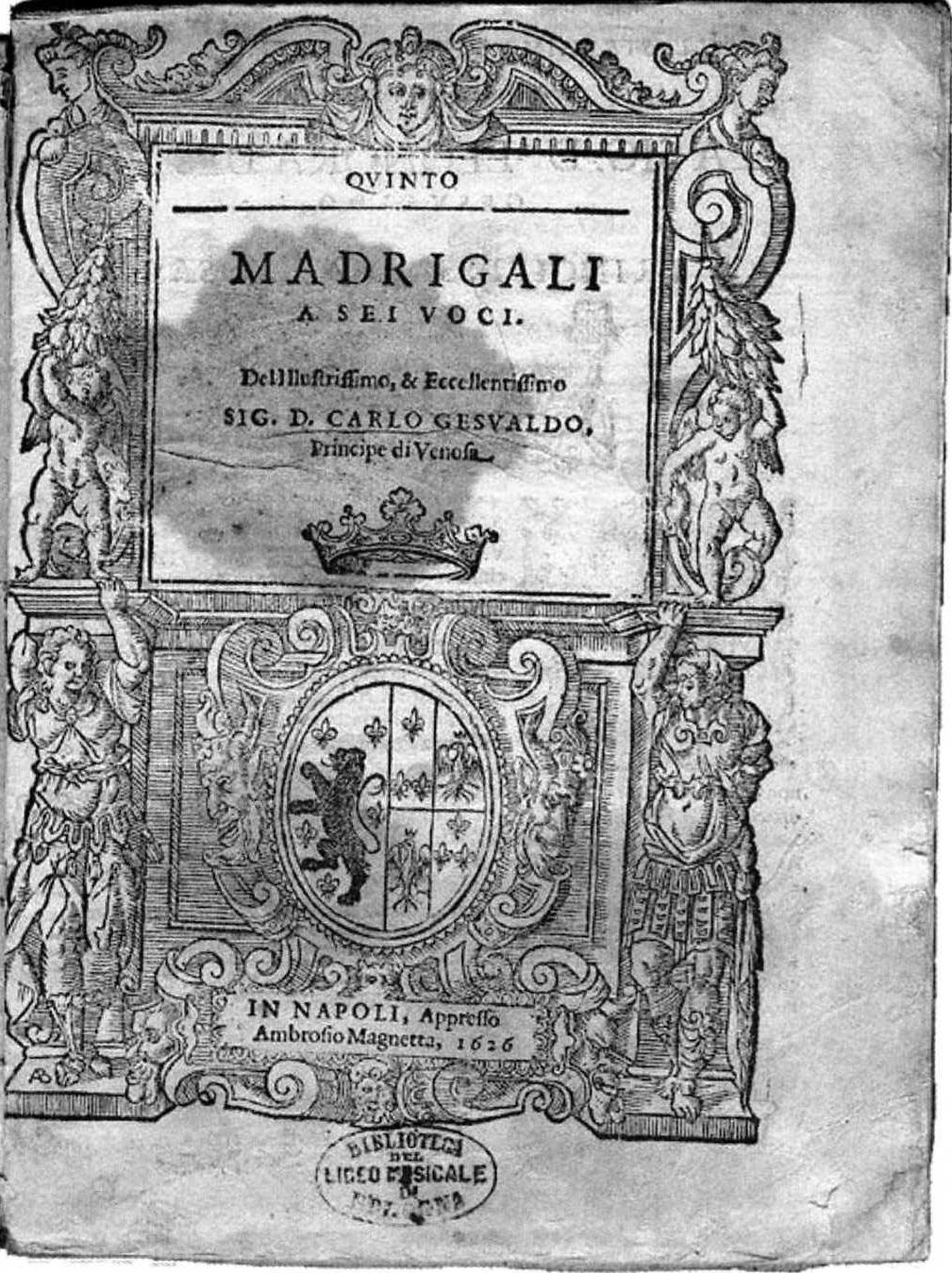
Madrigali a sei voci, édition originale de 1626, frappée aux armes du prince (Gesualdo) et de son épouse (Este).

Les madrigaux du prince de Venosa étaient naturellement interprétés à sa cour, par les meilleurs artistes que Gesualdo pouvait réunir, et qui en faisaient volontiers la louange en présence d'un tel mécène. Dans son traité Della prattica musicale vocale e strumentale de 1601, Scipione Cerreto dresse du compositeur un portrait si flatteur qu'il en devient suspect : 

« Ce prince ne se satisfait pas uniquement de prendre plaisir à la musique, mais en plus, par goût et par divertissement, il entretient à sa cour, à ses frais, de nombreux compositeurs, instrumentistes et chanteurs excellents. Parfois, en moi-même, je me dis que si ce seigneur avait vécu au temps des antiques Grecs […], je suis certain qu'ils lui auraient érigé une statue d'or et de marbre pour perpétuer sa mémoire. »

Les témoignages des proches de Gesualdo n'abondent pas toujours dans ce sens. Fontanelli se borne à écrire qu'il est « clair que son art est infini. Il prend cependant des poses et se meut de façon extraordinaire, mais tout est une affaire de goût ». Ce n'est pas de l'enthousiasme, à proprement parler. Le poète Ridolfo Arlotti donne également une description empreinte d'ironie des soirées musicales au château de Gesualdo, dans une lettre au cardinal Alessandro d'Este, toujours en 1601 : 

« Tout le monde s'est extasié, sauf le seigneur Livio Zabarella qui ne s'est pas du tout ému. […] Mais le seigneur Baldassare Paolucci, qui connaît les usages de ce pays et les observe, fit semblant de vouloir se donner des coups de poing et de se jeter par la fenêtre. »

Le nombre de rééditions des livres de madrigaux de Gesualdo suffirait pour attester que le public (à tout prendre, les « connaisseurs ») appréciait sa musique — ce qui se vérifie pour l'ensemble des madrigaux : on ne compte pas moins de six rééditions du Premier livre de 1603 à 1617, et quatre rééditions des Deuxième, Troisième et Quatrième livre jusqu'en 1619. L'année même de la mort du prince (1613), une édition complète des six livres était en préparation, sous la direction de Simone Molinaro. En 1626 paraît un unique livre de madrigaux à six voix. Pour un seigneur sans descendants à honorer ou à flatter, il s'agit bien d'une reconnaissance de ses qualités de musicien.
Il est plus significatif de trouver son influence sur les œuvres de compositeurs napolitains, des contemporains comme Giovanni de Macque, Pomponio Nenna et Scipione Dentice, à ceux de la génération suivante comme Sigismondo d'India, Giacomo Tropea, Crescenzio Salzilli, Scipione Lacorcia,, Antonio Cifra, Michelangelo Rossi, jusqu'à Frescobaldi qui tâchent de prolonger les recherches expressives de Gesualdo dans le sens du chromatisme.
Les théoriciens de la musique n'avaient pas manqué, comme Adriano Banchieri, de saluer la maîtrise du compositeur dans la « rhétorique des passions », le plaçant au côté de Monteverdi pour la force expressive de son discours (« oratione »). Pietro Della Valle, dans son traité Della musica dell'età nostra (1640) lui rend un magnifique hommage posthume, doublé d'une fine analyse musicale :

« Il faut bien savoir les règles d'art et qui ne les sait est très ignorant, mais celui qui ne se risque pas de temps en temps à les transgresser pour faire mieux ne sait absolument rien. […] Les premiers qui, en Italie, ont suivi louablement cette voie ont été le prince de Venosa, qui a sans doute donné l'exemple à tous les autres en termes de canto affettuoso, Claudio Monteverdi, Jacopo Peri… »

La renommée de Gesualdo déborde très bientôt le cadre de l'Italie. Le compositeur est mentionné en termes élogieux dans The Compleat Gentleman de Henry Peacham, publié à Londres en 1622. Certaines pièces pour virginal de John Bull, comme la Queene Elizabeths Pavin dite Pavane chromatique (no 87 du Fitzwilliam Virginal Book) présentent des « enchaînements d'accords à couper le souffle, aussi extravagants que ceux qui nous pétrifient dans Gesualdo ». En 1638, le poète anglais John Milton fait l'acquisition d'une collection de madrigaux achetés à Venise« des meilleurs maîtres italiens de l'époque — Luca Marenzio, Claudio Monteverdi, Orazio Vecchi, Antonio Cifra, le Prince de Venosa et quelques autres. »
À Dresde, Heinrich Schütz demande en 1632 qu’on lui fasse parvenir des copies des madrigaux du prince de Venosa et de ses épigones napolitains afin de les étudier. En 1650, dans son traité Musurgia universalis, sive ars magna consoni et dissoni, Athanasius Kircher considère Gesualdo comme « universellement reconnu pour avoir été le premier à porter l'art musical au niveau d'excellence actuel, et dont la mémoire est entourée d'admiration et de respect de tous les musiciens ». Le musicologue anglais John Hawkins reprend cet éloge dans son History of music, publié en 1776. Philip Heseltine considère cependant que « Hawkins n'avait qu'une connaissance très superficielle de l'œuvre de Gesualdo, et cite les deux premiers madrigaux du Deuxième livre en se référant aux éloges de Kircher ».

### XVIIIesiècle: La période classique
La révolution harmonique apportée par Rameau, l'avènement de la tonalité et du tempérament égal chez Jean-Sébastien Bach occultent, pour un temps, la compréhension de l'esthétique polyphonique « expressive », modale et chromatique. Les madrigaux de Gesualdo et leur esprit de recherche, voire de transgression, n'avaient plus droit de cité au temps de Haydn et Mozart, où les dissonances ne font plus que de timides apparitions et où les progressions harmoniques se sont figées selon des règles strictes.

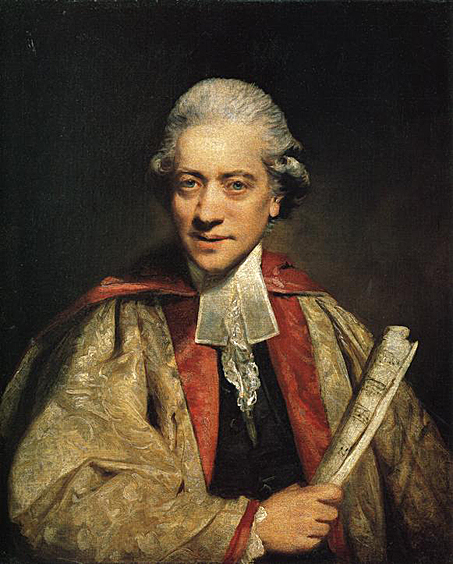
Charles Burney par Joshua Reynolds, 1781.

Dans un premier temps, la faible diffusion de sa musique religieuse entraîna une lecture unilatérale de son œuvre . Déjà au XVIIe siècle, Giovanni Battista Doni prétendait, dans son Appendice a' trattati di musica, que « le prince de Venosa […] pouvait revêtir de musique n'importe quel concept avec l'expression de la mélodie, mais n'eut jamais recours, que je sache, aux canons et autres sophistiqueries de ce genre ».
À la fin du siècle des Lumières, le père Martini estime que « le style de Gesualdo abonde en toutes sortes de raffinements dans l'art musical ». Cependant, le musicologue anglais Charles Burney ne trouve dans l'œuvre du prince-compositeur « pas la moindre régularité de dessin mélodique, de phrasé, ou de rythme, et rien de remarquable dans ses madrigaux sinon une succession de modulations à l'encontre des principes, témoignant du perpétuel embarras et du manque d'expérience d'un musicien amateur ». Dans son Histoire générale de la Musique (1776), il considère le madrigal Moro, lasso ! al mio duolo comme « un spécimen caractéristique de son style : dur, cru et plein de modulations lascives, véritablement répugnantes selon les règles de transition établies à présent, mais aussi extrêmement choquantes et dégoûtantes pour l'oreille… »,.
Les éléments du contrepoint gésualdien, en particulier, lui apparaissent « ingérables, et introduits sans aucun discernement sur les consonances ou les dissonances, sur les temps forts ou faibles de la mesure, à tel point que, lorsque cette musique est exécutée, on constate plus de confusion dans l'effet d'ensemble que dans la musique de n'importe quel compositeur de madrigaux dont les œuvres me sont connues. […] L'illustre dilettante semble mériter aussi peu de louanges pour son expression des paroles, pour laquelle il fut fêté par Doni, que pour son contrepoint ».
Ainsi, plus d'un critique du XVIIIe siècle, et jusqu'au milieu du XXe siècle, ne voulut voir dans les derniers madrigaux de Gesualdo qu'« un amas de monstruosités sans direction ni logique ». Gesualdo n’est pas mentionné dans l'Oxford History of Music compilé par Hubert Parry, et seulement évoqué dans l’édition du Grove Dictionary of Music and Musicians dirigé par Reginald Lane Poole. La lecture de ses partitions à travers l'unique prisme de la tonalité s'imposa longtemps pour stigmatiser le prince de Venosa comme un « amateur excentrique », et l'éminent musicologue Alfred Einstein évoquait le sentiment de « mal de mer » que provoquait en lui l’audition des madrigaux de Gesualdo.

### XIXesiècle: La réhabilitation romantique

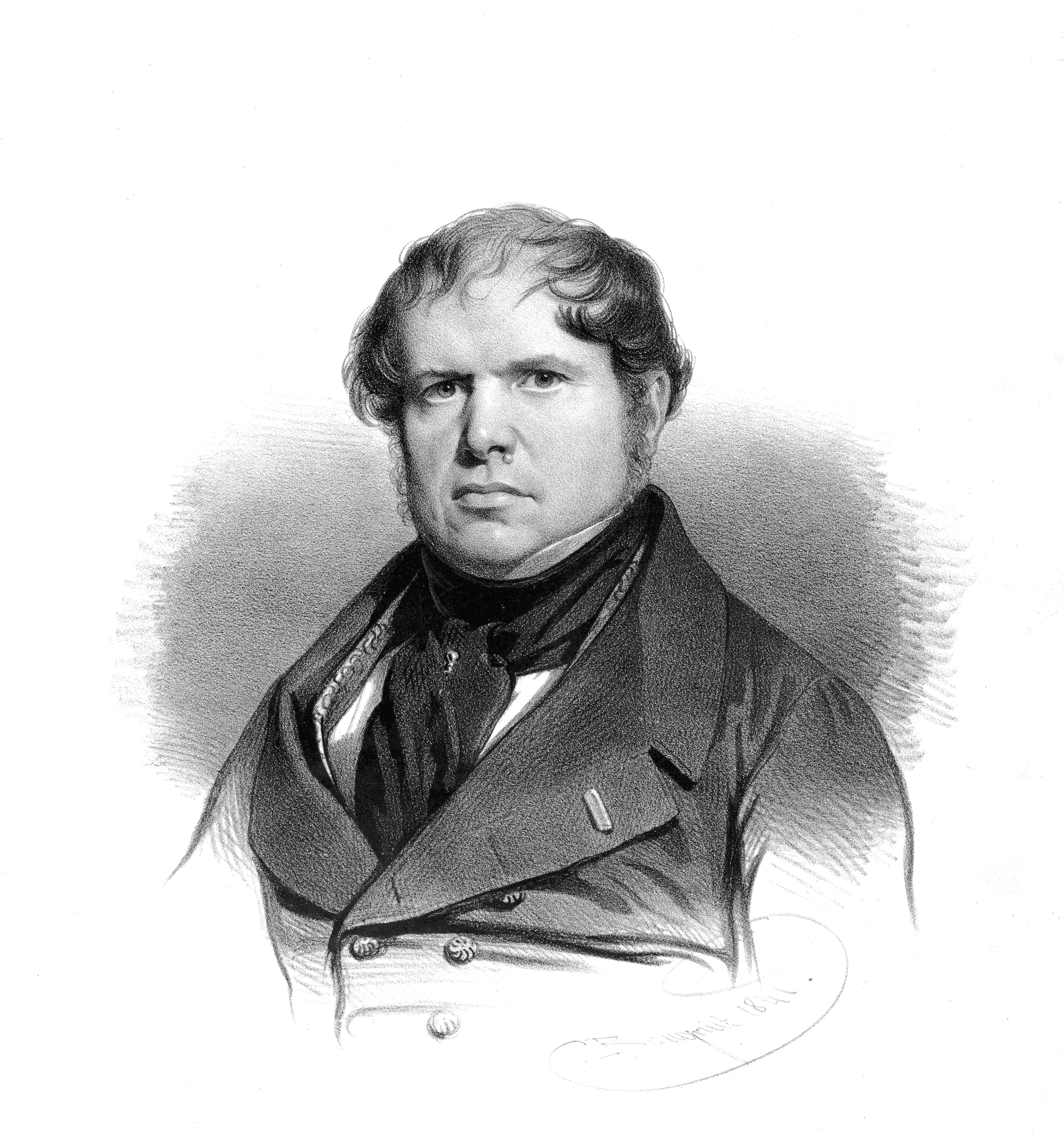
François-Joseph Fétis.

Les attaques de Charles Burney à l'encontre des madrigaux du prince de Venosa trouvent une réponse, sous la plume de François-Joseph Fétis, qui défend point par point le style du compositeur napolitain : 

« [Burney] a tort lorsqu'il s'élève contre la réputation que ces compositions ont eue depuis deux siècles. Il n'y trouvait ni mélodie, ni rythme, ni mérite phraséologique, et il a été choqué du faux système de modulation, du perpétuel embarras et de l'inexpérience dans l'agencement des parties. Ce jugement, aussi sévère qu'injuste, prouve seulement que Burney n'a pas compris la pensée originale qui domine dans les madrigaux du prince de Venouse. »

Fétis considère que « le système de successions de tons employé par Gesualdo n'est pas la modulation véritable, car l'élément harmonique de l'enchaînement des tonalités n'existait pas encore lorsqu'il écrivait ; mais ces successions mêmes sont une partie de sa pensée, et Burney avait tort de les juger d'après les règles ordinaires », ajoutant : « C'est par le pathétique qu'il se distingue, et l'on ne peut nier qu'il soit en ce genre supérieur à ses contemporains. S'il eût connu l'accent passionné qui ne réside que dans l'harmonie dissonante constitutive de la tonalité moderne, il y a lieu de croire qu'il aurait produit des modèles d'expression dramatique ».
Denis Morrier confirme ce jugement selon lequel « Gesualdo est un génie hors norme. Les « règles ordinaires de la tonalité » ne peuvent expliquer sa musique. Celles de la modalité et du contrepoint nous dévoilent un auteur respectueux de certaines traditions », que le XIXe siècle français redécouvre grâce à l'enseignement de Niedermeyer. Norbert Dufourcq voit en Gesualdo « déjà un romantique par sa conception du chromatisme, son goût des dissonances ».
Ces audaces du langage gésualdien trouvent ainsi un écho parmi la génération des grands musiciens romantiques, Berlioz en particulier, « l'un des tout premiers musiciens de l'histoire à élargir le système tonal en y intégrant les modes anciens ». Romain Rolland observe que « ses mélodies se conforment à l'émotion, au point de rendre les moindres tressaillements de la chair et de l'âme — avec tour à tour des empâtements vigoureux et un subtil modelé, avec une brutalité grandiose de modulations et un chromatique intense et brûlant, avec des dégradations impalpables d'ombres et de lumières, d'imperceptibles frissons de la pensée, comme des ondes nerveuses qui parcourent tout le corps. Art d'une hyperesthésie unique, ne se satisfaisant pas de la tonalité moderne, recourant aux modes anciens, rebelle, comme le fait remarquer Saint-Saëns, à l'enharmonie qui règne sur la musique depuis Bach, et qui est peut-être une hérésie, destinée à disparaître ».

En s'attachant à l'expression musicale des passions, en s'éloignant de la « juste mesure » (mediocritas) et du « bon goût » classiques sévèrement délimités par Charles Burney, la musique de Gesualdo paraît soudain étonnamment moderne. Le musicologue anglais Peter Warlock, s'appuyant sur le principe que « l'harmonie, dans son principe, relève de l'instinct », énonce une continuité entre Gesualdo et certains compositeurs du XIXe siècle et du XXe siècle : « Gesualdo, comme Berlioz, Moussorgsky, Delius et d'autres compositeurs instinctifs, a toujours pris soin de conserver son expression personnelle ».

### XXesiècle: La résurrection

#### Secondelégende noire

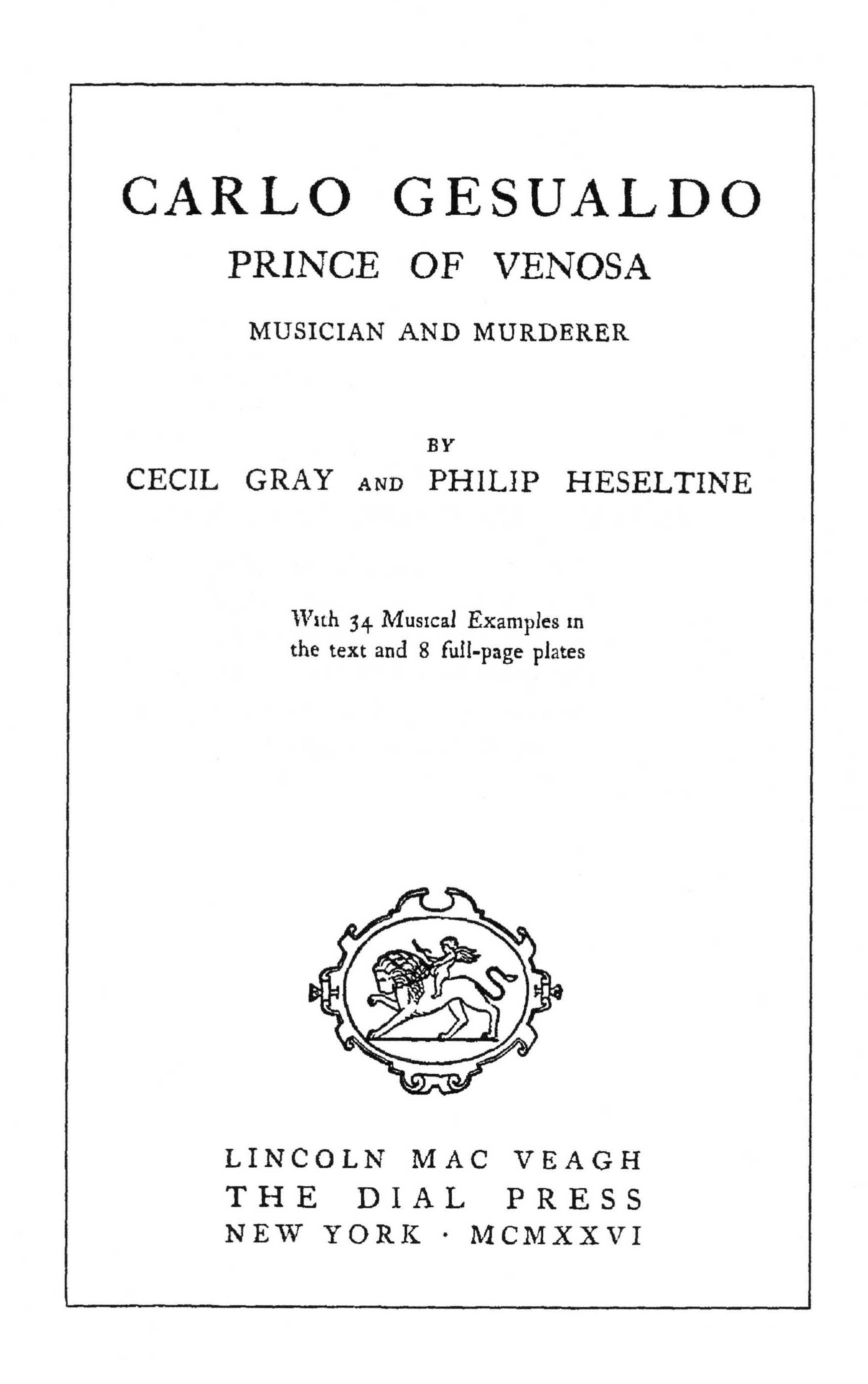
Page de titre de l'édition originale de Carlo Gesualdo, prince of Venosa, musician and murderer par Cecil Gray et Philip Heseltine.

Même si le compositeur Charles Koechlin cite en exemple les « très curieux » madrigaux de Gesualdo, d'« une liberté tonale des plus audacieuses », dans son Traité de l'harmonie de 1926, la redécouverte du compositeur est liée, dans un premier temps, non à sa musique mais à sa réputation. Selon Catherine Deutsch, « alors que l'adultère commence à être perçu avec plus d'indulgence dans les sociétés modernes, la culpabilité du compositeur change de visage. De prince tyrannique frappé par le châtiment divin, Gesualdo devient le musicien meurtrier, le sanguinaire torturé par sa conscience et le spectre de sa première épouse ».
En 1926, Cecil Gray et Philip Heseltine publient le premier ouvrage consacré presque entièrement à cette nouvelle légende noire de Gesualdo. Toute la seconde partie de cette étude, intitulée Carlo Gesualdo considered as a Murderer (« Carlo Gesualdo considéré comme Meurtrier » ), propose une analyse psychologique du prince dans la perspective de L'assassinat considéré comme un des beaux-arts de Thomas de Quincey (1854). En parallèle, les musicologues associent de manière systématique les étrangetés harmoniques des madrigaux qu'ils étudient à quelque traumatisme lié à l'assassinat de Maria d'Avalos, où les contemporains du prince voyaient plutôt un paradoxe :

« Quelle récompense étrange que le prince qui, avec la mélodie et la douceur de son chant et de sa musique, avait provoqué l'admiration et la satisfaction de l'assistance, ait, au contraire, trouvé du réconfort et du calme à ses angoisses intérieures dans de cruels coups. »

La troisième partie de cette étude, consacrée à Gesualdo en tant que compositeur, connut un immense retentissement auprès des musiciens. Dès le début des années 1930, certains de ses madrigaux furent interprétés en France sous la direction de Nadia Boulanger, en Italie sous la direction de Dallapiccola, en Allemagne sous la direction de Hindemith, et jusqu'à Hollywood où Stravinsky en prit connaissance. En 1939, Tibor Serly
réalise à Budapest une version du madrigal Dolcissima mia vita, no 4 du Cinquième livre de madrigaux, pour orchestre à cordes.
Virgil Thomson, en Angleterre, et Aldous Huxley, aux États-Unis, se firent les porte-paroles du prince compositeur. Dès lors, selon l'expression de Glenn Watkins, « l'allumette était enflammée. Le double patronage de Stravinsky et Huxley ne fit qu'ajouter de l'huile sur le feu », si bien que le compositeur Ernst Křenek pouvait écrire à Robert Craft à la fin des années 1950 : 

« Si Gesualdo avait été pris au sérieux à son époque comme il l'est aujourd'hui, l'histoire de la musique aurait suivi un parcours entièrement différent. »

#### Après 1950: Lafièvre de Gesualdo
Les regards portés sur Gesualdo ont grandement changé à partir de la redécouverte et de la diffusion de son œuvre au XXe siècle, principalement grâce à l'édition moderne de l'intégralité des madrigaux par Wilhelm Weismann et Glenn Watkins, suivie par une édition italienne « parfaite » d'Ildebrando Pizzetti. De compositeur marginal et déséquilibré, dont la musique semblait vouée à l'oubli, Gesualdo apparaît désormais comme un visionnaire, pour les historiens et critiques musicaux : le premier, plusieurs siècles avant Berlioz, Wagner et les post-romantiques, à faire un usage important de chromatismes expressifs et de modulations inattendues, tout en étant un précurseur des modernes par son utilisation de contrastes extrêmes et de ruptures dynamiques originales.
C'est à ce titre que certains compositeurs du XXe siècle lui ont rendu hommage. Dans The Gesualdo Hex (« Le sortilège de Gesualdo »), publié en 2010, Glenn Watkins observe une véritable « fièvre de Gesualdo » à partir du début des années 1960, qui se traduit par un grand nombre d'œuvres adaptées ou inspirées par le compositeur, « avec une extraordinaire diversité d'inclinations ». L'ouvrage recense plus de quatre-vingt partitions, parmi lesquelles il convient de citer :

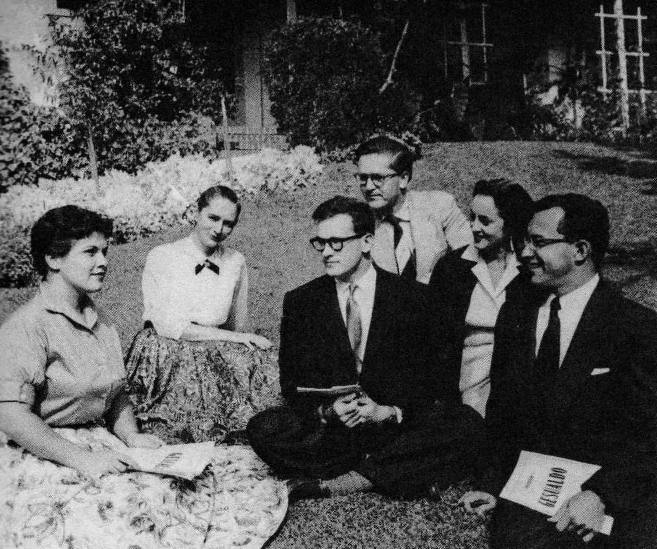
Robert Craft et The Gesualdo Madrigalists, dont Marilyn Horne (à gauche), dans les années 1950.

- Le Monumentum pro Gesualdo de Stravinsky (1960)[N 25], composé en hommage envers un maître dont le compositeur russe a également complété trois Sacræ Cantiones en proposant sa version personnelle pour les parties vocales perdues[62],
- Tenebrae Super Gesualdo de Peter Maxwell Davies (1972), pour mezzo-soprano et ensemble instrumental, d'après le motet O vos Omnes des Tenebrae Responsoria[W 28],
- Le Renaissance Concerto de Lukas Foss (1976), pour flûte et orchestre, qui se présente comme un « commentaire autour des musiques de Gesualdo, Monteverdi et Rameau[W 29] »,
- Drei Madrigalkomödien de Péter Eötvös (1970-1990)[63], qui reprennent le poème du madrigal Moro lasso ! al mio duolo, le compositeur hongrois reconnaissant une dette personnelle envers Gesualdo pour son développement artistique dans le domaine de la musique vocale[W 30],[64],
- Quatuor à cordes no 4 de Matthias Pintscher (1992), intitulé Ritratto di Gesualdo[W 31],
- Tenebre de Scott Glasgow (1997), pour orchestre à cordes,
- Carlo (1997), pour orchestre à cordes et bande magnétique du compositeur australien Brett Dean, qui reprend les premières mesures de Moro lasso ! al mio duolo[W 32],
- Le voci sottovetro, elaborazioni da Carlo Gesualdo di Venosa de Salvatore Sciarrino (1998)[65] pour mezzo-soprano et ensemble instrumental, d'après deux madrigaux des Cinquième et Sixième livres et deux pièces de la musique instrumentale de Gesualdo[W 33],
- In iij noct. (3e quatuor à cordes) de Georg Friedrich Haas (2001)[66], où le compositeur autrichien demande aux instrumentistes de s'accorder selon le système chromatique en usage à la cour de Ferrare, et cite le motet Eram quasi agnus innocens des Tenebrae Responsoria[W 34],
- Palimpseste de Marc-André Dalbavie (2002-2005)[67] pour flûte, clarinette, piano et trio à cordes, qui fait intervenir le madrigal Beltà, poi che t'assenti du Sixième livre de telle sorte que « lorsqu'il est trop étiré, il n'accède plus à la perception, devient un support structurel[68] »,
- Oh Gesualdo, divine tormentor ! de Bruce Adolphe, pour quatuor à cordes en sept parties (2005)[W 35], d'après des madrigaux du Sixième livre, dont le compositeur observe que « les textes deviennent vite redondants mais la musique demeure fraîche, immédiate et surprenante[W 36] »,
- Vigilia de Wolfgang Rihm (2006)[69], à six voix et ensemble instrumental[W 37],
- Tenebrae de John Pickard (2008-2009)[70],
- Les Gesualdo Variations (2010), où le guitariste et compositeur David Chevallier fusionne, autour de six madrigaux des Cinquième et Sixième livres, ensemble vocal, écriture contemporaine et musique improvisée pour évoquer « les madrigaux imaginaires du prince assassin[W 38] »,
- L'Ombra della Croce d'Erkki-Sven Tüür (2014), pour orchestre à cordes, basé le motet O crux benedicta du Premier livre de Sacræ Cantiones[71].

Dans le domaine de la musique populaire, Frank Zappa reconnaît avoir composé « sous l'influence de quatre compositeurs : Varèse, Gesualdo, Stravinsky et Conlon Nancarrow ». Lalo Schifrin compose des Variants on a Madrigal pour orchestre, en 1969, d'après Io pur respiro du Sixième livre de madrigaux. Franco Battiato a dédié une chanson au prince compositeur dans son album L'ombrello e la macchina da cucire (« Le parapluie et la machine à coudre ») en 1995, où il résume en quelques vers tous les aspects de sa personnalité :
| I madrigali di Gesualdo, Principe di Venosa, Musicista assassino della sposa — Cosa importa ? Scocca la sua nota, Dolce come rosa. | Les madrigaux de Gesualdo, Prince de Venosa, Musicien assassin de son épouse — Quelle importance ? Leur note résonne, Douce comme une rose. |

La chanteuse anglaise de rock alternatif Anna Calvi affirme en 2011 que Gesualdo « a écrit au XVIe siècle une musique si progressive et si extrême que personne n'a réussi à recréer son style jusqu'au XXe siècle », et le cite comme une grande source d'inspiration personnelle.

### XXIesiècle: L'«avant-garde du passé»
Pour la génération post-moderne, moins attachée à des critères théoriques et musicologiques, la musique de Gesualdo possède un charme particulier. L'originalité de son langage, mieux assimilée, n'en est pas moins reconnaissable dès la première écoute. Des enregistrements sur CD, réalisés par des ensembles vocaux professionnels, permettent de juger de la qualité de ses madrigaux et de sa musique religieuse.
Cette accessibilité de l'œuvre permet une approche plus fine de son originalité dans le domaine harmonique. Antoine Goléa entend ainsi « dissiper un malentendu entretenu à plaisir par d'aucuns, qui n'ont pas craint de voir en Gesualdo un précurseur du chromatisme wagnérien, voire du chromatisme du XXe siècle et, de ce fait, de l'écriture atonale ». C'est sauter par-dessus trois siècles d'évolution nécessaire qui, du temps d'un Gesualdo et plus tard d'un Monteverdi, est à peine à son aurore.
En s'opposant à ce qu'il considère comme une « hérésie partisane », Goléa propose une analyse historique subtile d'« un chromatisme qui détruit la modalité pour aboutir au sentiment tonal. Ce ne peut évidemment être déjà le chromatisme qui détruira la tonalité pour aboutir à l’indifférence tonale de l’égalité fonctionnelle des degrés de la gamme chromatique telle que l’établira, plus de trois siècles plus tard, un Schönberg. Bien au contraire, le chromatisme de Gesualdo conduit de la relative indifférence modale vers la sensibilisation tonale ».

L'importance de Gesualdo dans l'histoire de la musique se précise, en établissant les composantes de sa technique de compositeur comme des éléments de passage entre systèmes harmoniques stables, et en justifiant l'instabilité de son langage en termes esthétiques : 

« Il ne faudrait pas voir dans les princes du madrigal chromatique, tels que Gesualdo et Monteverdi, de froids théoriciens doublés d'expérimentateurs soucieux, en scrutant l'avenir, d'utiliser les meilleurs moyens pour arriver à l'établissement de l’écriture tonale. Leur invention n’était dictée que par les besoins de l’expression : le chromatisme leur apparaissait comme un moyen extraordinairement efficace pour exacerber l'expression, et c'était là leur but. Gesualdo, confiant à sa musique, à travers ce que certains ont qualifié d'extravagances harmoniques, créant une impression physiquement insupportable, ses secrètes révoltes sensuelles, Monteverdi disant sa douleur de la mort de sa femme dans le célèbre Lamento d'Arianna, étaient des créateurs qui — selon une heureuse formule — trouvaient avant d’avoir cherché, pratiquaient avant d’avoir établi le canevas logique de ce qui sortirait de leur plume. Et tel sera le cas de Wagner, au milieu du XIXe siècle, lorsque, pour des raisons expressives identiques, il exaspérera le chromatisme dans son Tristan, contribuant, lui, à briser la tonalité. »

D'autre part, si la légende persiste autour de sa mémoire, les jugements portés sur le prince compositeur et meurtrier ont évolué à mesure que les documents d'époque sont devenus accessibles. La musique de Gesualdo nous est devenue plus proche, et sa figure étrangement plus lointaine : il est devenu un « personnage », quasi théâtral. Dans les Portes de la perception (1954), Aldous Huxley voyait déjà en lui « un personnage fantastique, digne d'un mélodrame de Webster ». Denis Morrier, qui publie en 2003 le premier ouvrage d'analyse entièrement consacré à Gesualdo en français, note que ses prédécesseurs furent longtemps « confrontés à la dualité de ce personnage aux confins de la fiction et de la réalité » : les monographies publiées au XXe siècle hésitaient entre les genres de l'essai et du roman.
Les études consacrées à la musique de Gesualdo gagnent en profondeur : le chromatisme des madrigaux du compositeur et sa technique de tension et rupture deviennent des éléments de référence pour les musicologues. Analysant la structure des Études de Debussy (1915), composée « de continuité en constantes ruptures », André Boucourechliev considère que « Chopin est contredit à chaque instant. À chercher dans l'histoire, on s'arrête à Beethoven, plus encore à Gesualdo, ce prince de la discontinuité continue ».
Gesualdo est devenu ainsi l'un des « grands noms » de l'histoire de la musique classique occidentale, et de la musique italienne en particulier : un compositeur comme Luigi Nono s'inscrit dans cette tradition, faisant de lui « un héritier vivant et personnel des grands maîtres de la Renaissance de son pays, d'un Gabrieli aussi bien que d'un Gesualdo ». Denis Morrier propose de voir dans le prince de Venosa « un véritable modèle, un archétype de l'artiste maudit » incarnant « l'avant-garde du passé ». En 2021, une équipe de l'université de Tours, soutenue par le Fonds européen de développement régional, collecte les œuvres de Gesualdo pour une édition critique, dans le cadre d'un projet baptisé Gesualdo Online.

## Regards sur Carlo Gesualdo

### Opéras
Plusieurs opéras ont été consacrés à la figure mystérieuse et à l'existence agitée du compositeur. Le premier projet de William Walton, . Par la suite, David Diamond entreprit également de composer un opéra sur Gesualdo, sans y parvenir.
Parmi les ouvrages achevés, les plus remarquables sont les suivants :
- Maria di Venosa de Francesco d'Avalos (1992), prince d'Avalos et lointain parent de la première épouse de Gesualdo[W 40],
- Gesualdo d'Alfred Schnittke (1994)[W 42], sur un livret de Richard Bletschacher,
- Gesualdo de Franz Hummel (1996)[W 43],
- Lamentationes sacrae et profanae ad responsoria Iesualdi de Klaus Huber (1997)[81], où « les éléments dramatiques sont soumis à une évidente distanciation[W 44] »,
- The prince of Venosa de Scott Glasgow (1998),
- Luci mie traditrici de Salvatore Sciarrino (1998)[82], sur un livret du compositeur d'après Il tradimento per l'onore de Giacinto Andrea Cicognini (1664),
- La terribile e spaventosa storia del Principe di Venosa e della bella Maria de Salvatore Sciarrino (1999)[83] pour l'opéra de marionnettes sicilien, sur un livret du compositeur,
- Gesualdo de Bo Holten (2003)[W 45],
- Gesualdo considered as a murderer de Luca Francesconi (2004)[84], sur un livret de Vittorio Sermonti, d'après l'essai de Cecil Gray,
- Gesualdo de Marc-André Dalbavie (2010)[85], sur un livret de Richard Millet.

Glenn Watkins mentionne encore un « opéra d'une quinzaine de minutes intitulé Gesualdo, d'après Ian Rankin, en 2008 », et un projet de comédie musicale pour Broadway, en 2010, sous le titre Gesualdo, Prince of Pain, « immédiatement adopté par l'Opéra de Vienne, lors de la reprise de l'œuvre de Schnittke ». Un ballet composé par Brett Dean en 1998, intitulé One of a Kind, reprend le madrigal Sparge la morte du Quatrième livre de madrigaux.
Dans ses mémoires, Werner Herzog raconte avoir eu lui aussi comme projet d'écrire et mettre en scène un opéra sur Gesualdo, dont le Sixième livre de madrigaux aurait été le cœur de la musique. Dans cette version, Gesualdo tuait son fils de deux ans et demi, en le faisant pousser jusqu'à la mort sur une balançoire. Le projet devait être accueilli par l'Opéra de Vienne, mais Herzog raconte que ce dernier ne donna plus suite et que son idée, y compris la scène de la balançoire, lui fut volée par le dramaturge de l'institution qui écrivit le livret de la version d'Alfred Schnittke.

### Littérature
S'appuyant sur le récit de Brantôme, Anatole France évoque le meurtre de la première femme de Gesualdo dans Le Puits de Sainte-Claire, en 1875. La vie du compositeur est ensuite romancée dans Madrigál de László Passuth (1968, traduit en français en 1971), la nouvelle Madrigal napolitain (des Chroniques napolitaines, 1984) de Jean-Noël Schifano et Le Témoin de poussière de Michel Breitman (prix des Deux Magots, 1986). Dans Un Madrigal en deuil, Gustaw Herling évoque « une musicologue russe, fascinée par l'œuvre et la vie de Gesualdo au point de tomber amoureuse de la légende de ce génie torturé ». Denis Morrier en conclut qu'« aujourd'hui encore, Don Carlo Gesualdo est une manne pour les romanciers ».
En 1956, Aldous Huxley consacre un essai au compositeur, intitulé Gesualdo : Variations on a musical theme, publié dans le recueil Adonis and the Alphabet (Tomorrow and Tomorrow and Tomorrow, and Other Essays dans son édition américaine.
Dans son roman Tynset, publié en 1965 et « consacré au souvenir de l'Holocauste », Wolfgang Hildesheimer évoque « une visite fantasmagorique à Gesualdo sur son lit de mort, entouré de fantômes et de progressions harmoniques interdites ». Glenn Watkins fait l'éloge de ce passage révélant, « par les qualités visionnaires de l'écriture, une connaissance surprenante du drame de Gesualdo et des aspects techniques de sa musique ».
En 1976, le dramaturge anglais David Pownall met en scène les fantômes de Gesualdo et de Philip Heseltine dans Music to murder by (« Musique à tuer ») pour affirmer, devant la critique musicale, que « tout doit être sacrifié à la musique ».
En 1980, Julio Cortázar écrit une nouvelle intitulée Clone, insérée dans le recueil Queremos tanto a Glenda (Nous l'aimons tant, Glenda) dans laquelle « un groupe de madrigalistes fait l'expérience de troubles de la personnalité en interprétant la musique de Gesualdo, obscurément liés aux événements tragiques de sa vie, et ne reviennent à un comportement normal qu'en changeant de répertoire pour L'Offrande musicale de Bach ».
Dans son roman La Course à l'abîme, publié en 2003, Dominique Fernandez dépeint la rencontre entre Le Caravage, figure centrale du roman, et Gesualdo à Naples. Le personnage du compositeur refuse de voir sa musique réduite à l'expression de sa culpabilité, dans le double meurtre qui l'a rendu célèbre : « Mourant de ne pas mourir. L'origine de ma musique est là, dit-il en se frappant le front, dans ma pensée, dans ma réflexion sur le monde, et non dans une stupide anicroche de ma vie domestique ».
Dans Répons de ténèbres : Carlo Gesualdo, publié en 2020 et présenté comme une « biographie imaginaire », Jean-Philippe Guye fait s'exprimer cinq personnages, comme les voix d'un madrigal (un narrateur témoin, Historicus, le compositeur et ses deux épouses, Maria d'Avalos et Leonora d'Este, ainsi qu'une comtesse vénitienne imaginaire) dans un voyage à la fois musicologique, romanesque et fantastique.

### Cinéma et télévision
Mort à cinq voix, un docu-fiction réalisé par Werner Herzog pour la ZDF en 1995, évoque la vie tourmentée, la légende et l'œuvre visionnaire du compositeur de manière plus romancée (mêlant les analyses d'Alan Curtis et Gerald Place aux témoignages d'habitants actuels de Naples, de Gesualdo, et de descendants des familles impliquées dans le meurtre de Maria d'Avalos, dont le prince Francesco d'Avalos) qu'historiquement juste ou rigoureuse.
En 2017, Gonzalo López a réalisé Dolorosa Gioia, un film centré sur le mariage de Carlo Gesualdo avec Maria d'Avalos. Le film se déroule dans le présent, avec une approche audacieuse : il raconte son histoire sans dialogues, donnant ainsi une importance particulière à la musique.